# Żandarmeria Wojskowa

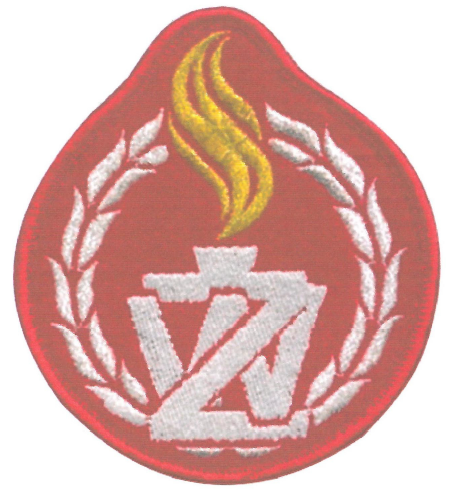
Oznaka rozpoznawcza ŻW noszona do munduru wyjściowego i polowego podczas wykonywania czynności służbowych w kraju i za granicą (wzór 2013)

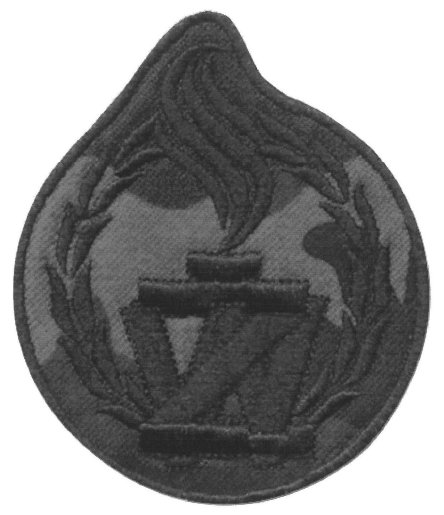
Oznaka rozpoznawcza ŻW noszona w kamuflażu „pantera” do munduru polowego podczas wykonywania zadań bojowych w kraju i za granicą (wzór 2013)

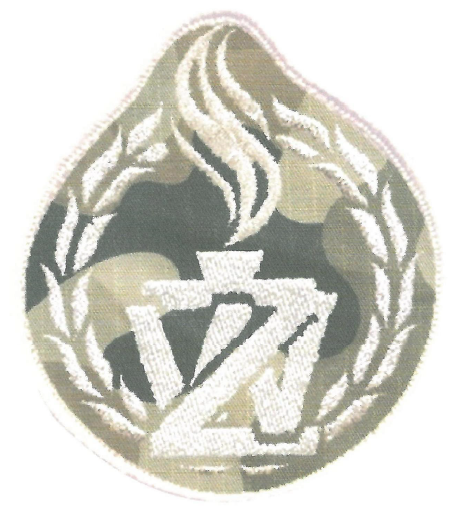
Oznaka rozpoznawcza ŻW noszona do munduru polowego w kamuflażu pustynnym podczas wykonywania zadań bojowych w kraju i za granicą (wzór 2013)

Żandarmeria Wojskowa, ŻW — wyodrębniona i wyspecjalizowana służba Sił Zbrojnych Rzeczypospolitej Polskiej, której żołnierze pełnią funkcję wojskowego organu ochrony bezpieczeństwa i porządku, odpowiadającego za zapewnianie przestrzegania dyscypliny wojskowej oraz ochranianie porządku publicznego i zapobieganie popełnianiu przestępstw na terenach jednostek wojskowych oraz w miejscach publicznych. ŻW pełni rolę policji wojskowej.

## Historia
Po rozwiązaniu w 1945 r. przedwojennej Żandarmerii w kraju i przejęciu jej zadań przez Informację Wojskową, a także po rozwiązaniu w 1949 r. jej struktur również na obczyźnie, formacja w obecnym kształcie została odtworzona  w dniu 1 września 1990 roku, w oparciu o rozkaz Nr Pf-42/Org. Ministra Obrony Narodowej z dnia 18 kwietnia 1990 roku i zarządzenie Nr 062/Org. Szefa Sztabu Generalnego Wojska Polskiego z dnia 15 czerwca 1990 roku, zastępując struktury prewencyjno-porządkowe rozwiązywanej Wojskowej Służby Wewnętrznej, będącej następczynią Informacji Wojskowej. Sformowane zostały wówczas terenowe jednostki organizacyjne ŻW (oddziały, wydziały i placówki), a dowództwem została Komenda Główna ŻW.
W dniu 24 sierpnia 2001 roku Sejm RP uchwalił Ustawę o Żandarmerii Wojskowej i wojskowych organach porządkowych. Ustawa weszła w życie z dniem 1 stycznia 2002 roku. W lipcu 2009 roku zakończyli służbę ostatni żołnierze zasadniczej służby wojskowej. Z dniem 10 lipca 2010 roku placówki Żandarmerii Wojskowej utraciły status terenowych jednostek organizacyjnych Żandarmerii Wojskowej oraz jednostek wojskowych, w rozumieniu art. 3 ust. 5 ustawy z dnia 21 listopada 1967 r. o powszechnym obowiązku obrony RP. W skład oddziałów lub wydziałów Żandarmerii Wojskowej mogą wchodzić placówki Żandarmerii Wojskowej, jako ich zamiejscowe komórki wewnętrzne.
Z dniem 1 lipca 2011 roku Minister Obrony Narodowej zmienił nazwę wydziałów operacyjno-rozpoznawczych występujących w strukturze oddziałów Żandarmerii Wojskowej oraz sekcji operacyjno-rozpoznawczych występujących w strukturze wydziałów Żandarmerii Wojskowej I kategorii na wydziały kryminalne i sekcje kryminalne, a także określił obszary działania terenowych jednostek organizacyjnych ŻW.
7 października 2013 roku Minister Obrony Narodowej zdecydował o wsparciu przez Żandarmerię Wojskową ochrony części wojskowej lotnisk „Warszawa-Okęcie” (1 BLT) i „Kraków-Balice” (8 BLT) oraz lotnisk wojskowych „Poznań-Krzesiny” (31 BLT) i „Łask” (32 BLT).

## Podstawy prawne funkcjonowania ŻW
Ustawy:
- z dnia 20 czerwca 1997 r. – Prawo o ruchu drogowym;
- z dnia 21 maja 1999 r. o broni i amunicji[6];
- z dnia 24 sierpnia 2001 r. o Żandarmerii Wojskowej i wojskowych organach porządkowych[7];
- z dnia 24 maja 2013 r. o środkach przymusu bezpośredniego i broni palnej[8];
- dnia 10 czerwca 2016 r. o działaniach antyterrorystycznych;
- z dnia 11 marca 2022 r. o obronie Ojczyzny[9].

Rozporządzenia Prezesa Rady Ministrów:
- z dnia 2 lipca 2018 r. w sprawie współdziałania Żandarmerii Wojskowej z organami uprawnionymi do wykonywania czynności operacyjno-rozpoznawczych, prowadzenia dochodzeń w sprawach o przestępstwa, a także z organami, którym przysługują uprawnienia oskarżyciela publicznego, oraz z organami uprawnionymi do nakładania grzywien w drodze mandatu karnego[10]
- z dnia 28 grudnia 2001 r. w sprawie zakresu, warunków i trybu przekazywania Żandarmerii Wojskowej informacji o osobach, uzyskanych przez organy uprawnione do wykonywania czynności operacyjno-rozpoznawczych w czasie wykonywania tych czynności[11]

Rozporządzenia Ministra Obrony Narodowej:
- z dnia 14 grudnia 2001 r. w sprawie dodatkowego umundurowania, uzbrojenia i wyposażenia żołnierzy Żandarmerii Wojskowej[12]
- z dnia 14 grudnia 2001 r. w sprawie dodatkowych warunków fizycznych i psychicznych oraz kwalifikacji żołnierzy Żandarmerii Wojskowej[13]
- z dnia 14 grudnia 2001 r. w sprawie legitymacji i odznak identyfikacyjnych żołnierzy Żandarmerii Wojskowej[14]
- z dnia 24 lipca 2012 r. w sprawie zakresu i trybu współdziałania Żandarmerii Wojskowej ze Służbą Kontrwywiadu Wojskowego, Służbą Wywiadu Wojskowego, wojskowymi organami porządkowymi oraz z dowódcami jednostek wojskowych i dowódcami (komendantami) garnizonów[15]
- z dnia 14 grudnia 2001 r. w sprawie znaku Żandarmerii Wojskowej[16]
- z dnia 28 grudnia 2001 r. w sprawie określenia wykroczeń, za które żołnierze Żandarmerii Wojskowej są upoważnieni do nakładania grzywien w drodze mandatu karnego[17]
- z dnia 15 listopada 2017 r. w sprawie czynności policji sądowej wykonywanych przez żołnierzy Żandarmerii Wojskowej[18]
- z dnia 28 grudnia 2018 r. w sprawie osób, w stosunku do których Żandarmeria Wojskowa wykonuje czynności ochronne, oraz zakresu i trybu współdziałania Żandarmerii Wojskowej ze Służbą Ochrony Państwa[19]
- z dnia 19 grudnia 2019 r. w sprawie wykonywania niektórych uprawnień przez żołnierzy Żandarmerii Wojskowej[20]
- z dnia 27 grudnia 2001 r. w sprawie udzielania pomocy medycznej osobom zatrzymanym przez Żandarmerię Wojskową[21]
- z dnia 24 marca 2017 r. w sprawie izb zatrzymań[22]
- z dnia 23 kwietnia 2018 r. w sprawie sposobu dokumentowania kontroli operacyjnej przez Żandarmerię Wojskową[23]
- z dnia 27 grudnia 2001 r. w sprawie sposobu przeprowadzania i dokumentowania przez Żandarmerię Wojskową czynności niejawnego nabycia, zbycia lub przejęcia przedmiotów przestępstwa, a także przyjęcia lub wręczenia korzyści majątkowej[24]
- z dnia 28 marca 2018 r. w sprawie niejawnego nadzorowania wytwarzania, przemieszczania i przechowywania przedmiotów przestępstwa oraz obrotu nimi przez Żandarmerię Wojskową[25]
- z dnia 14 grudnia 2001 r. w sprawie szczegółowych czynności wojskowych organów porządkowych wchodzących w skład służby garnizonowej[26]
- z dnia 14 grudnia 2001 r. w sprawie szczegółowych czynności wojskowych organów porządkowych wchodzących w skład służby wewnętrznej jednostki wojskowej[27]

Zarządzenia Ministra Obrony Narodowej:
- Nr 80/MON z dnia 27 lipca 2012 r. w sprawie szczegółowego zakresu działania Oddziału Zabezpieczenia Żandarmerii Wojskowej[28]
- Dz.Urz.MON.2011.23.336 Zarządzenie nr 53/MON Ministra Obrony Narodowej z dnia 8 listopada 2011 r. w sprawie szczegółowych zakresów działania jednostek organizacyjnych Żandarmerii Wojskowej
- Dz.Urz.MON.2011.20.294 Zarządzenie nr 46/MON Ministra Obrony Narodowej z dnia 28 września 2011 r. w sprawie szczegółowego zakresu działania Komendy Głównej Żandarmerii Wojskowej i szczegółowego zakresu działania Centrum Szkolenia Żandarmerii Wojskowej
- Dz.Urz.MON.2010.20.264 Zarządzenie nr 61/MON Ministra Obrony Narodowej z dnia 19 listopada 2010 r. w sprawie szczegółowych zasad i trybu wydawania, posługiwania się i przechowywania dokumentów, które uniemożliwiają ustalenie danych identyfikujących żołnierzy Żandarmerii Wojskowej oraz środków, którymi się posługują przy wykonywaniu czynności operacyjno-rozpoznawczych
- Dz.Urz.MON.2003.15.162 Zarządzenie nr 52/MON Ministra Obrony Narodowej z dnia 22 września 2003 r. w sprawie utworzenia specjalistycznej jednostki organizacyjnej Żandarmerii Wojskowej

Podstawa prawna art. 9 ust. 3
- Dz.Urz.MON.2001.21.176 Zarządzenie nr 71/MON Ministra Obrony Narodowej z dnia 30 listopada 2001 r. w sprawie planów i programów szkolenia specjalistycznego żołnierzy Żandarmerii Wojskowej

Podstawa prawna art. 9 ust. 4 pkt 2
- Dz.Urz.MON.2001.21.175 Zarządzenie nr 70/MON Ministra Obrony Narodowej z dnia 30 listopada 2001 r. w sprawie form, metod, sposobów i środków wykonywania czynności służbowych przez żołnierzy Żandarmerii Wojskowej

Podstawa prawna art. 10 ust. 3
- Dz.Urz.MON.2009.22.241 Zarządzenie nr 41/MON Ministra Obrony Narodowej z dnia 26 listopada 2009 r. w sprawie utworzenia i likwidacji izb zatrzymań
- Dz.Urz.MON.2006.18.237 Zarządzenie nr 31/MON Ministra Obrony Narodowej z dnia 25 września 2006 r. w sprawie sposobu i trybu realizacji wniosku Komendanta Głównego Żandarmerii Wojskowej o przeprowadzenie kontroli operacyjnej przez Służbę Kontrwywiadu Wojskowego
- Dz.Urz.MON.2010.22.290 Zarządzenie nr 61/MON Ministra Obrony Narodowej z dnia 19 listopada 2010 r. w sprawie szczegółowych zasad i trybu wydawania, posługiwania się i przechowywania dokumentów, które uniemożliwiają ustalenie danych identyfikujących żołnierzy Żandarmerii Wojskowej oraz środków, którymi się posługują przy wykonywaniu czynności operacyjno-rozpoznawczych

## Zakres działania ŻW
Żandarmeria Wojskowa wykonuje zadania należące do jej zakresu działania w Siłach Zbrojnych RP oraz w stosunku do:
- żołnierzy pełniących czynną służbę wojskową,
- żołnierzy niebędących w czynnej służbie wojskowej w czasie noszenia przez nich mundurów oraz odznak i oznak wojskowych,
- pracowników zatrudnionych w jednostkach wojskowych,
  - w związku z ich zachowaniem się podczas pracy w tych jednostkach,
  - w związku z popełnieniem przez nich czynu zabronionego przez ustawę pod groźbą kary, wiążącego się z tym zatrudnieniem,
- osób przebywających na terenach lub w obiektach wojskowych,
- innych osób podlegających orzecznictwu sądów wojskowych,
- osób niebędących żołnierzami, jeżeli współdziałają z osobami wyżej wymienionymi, w popełnieniu czynu zabronionego przez ustawę pod groźbą kary albo też jeżeli dokonują czynów zagrażających dyscyplinie wojskowej albo czynów przeciwko zdrowiu lub życiu żołnierza albo mieniu wojskowemu,
- żołnierzy sił zbrojnych państw obcych przebywających na terytorium RP oraz członków ich personelu cywilnego, jeżeli pozostają w związku z pełnieniem obowiązków służbowych, o ile umowa międzynarodowa, której Rzeczpospolita Polska jest stroną, nie stanowi inaczej.

## Zadania Żandarmerii Wojskowej
Zadaniami Żandarmerii Wojskowej są:

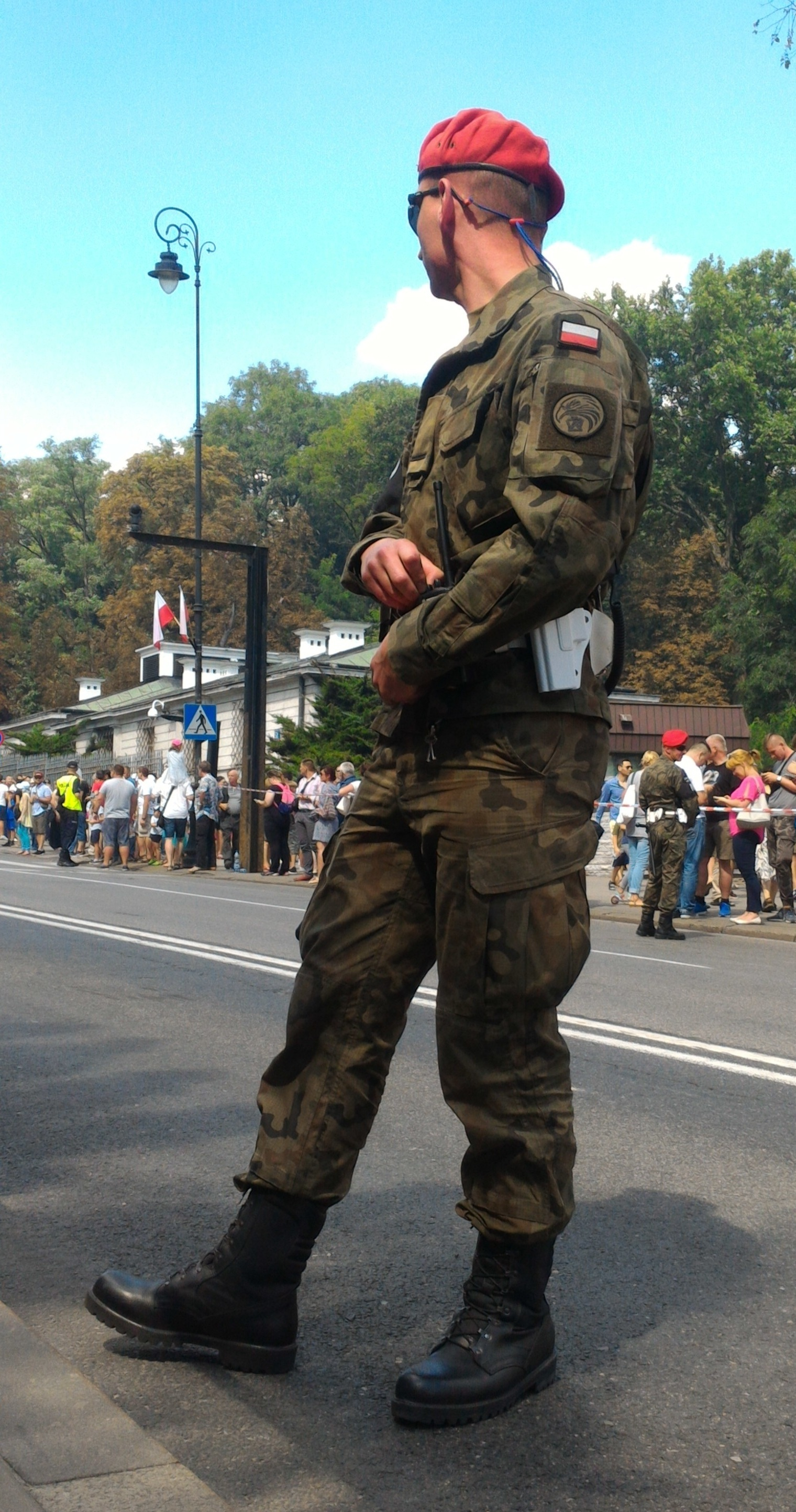
Żołnierz Żandarmerii Wojskowej zabezpieczający uroczystości Święta Wojska Polskiego

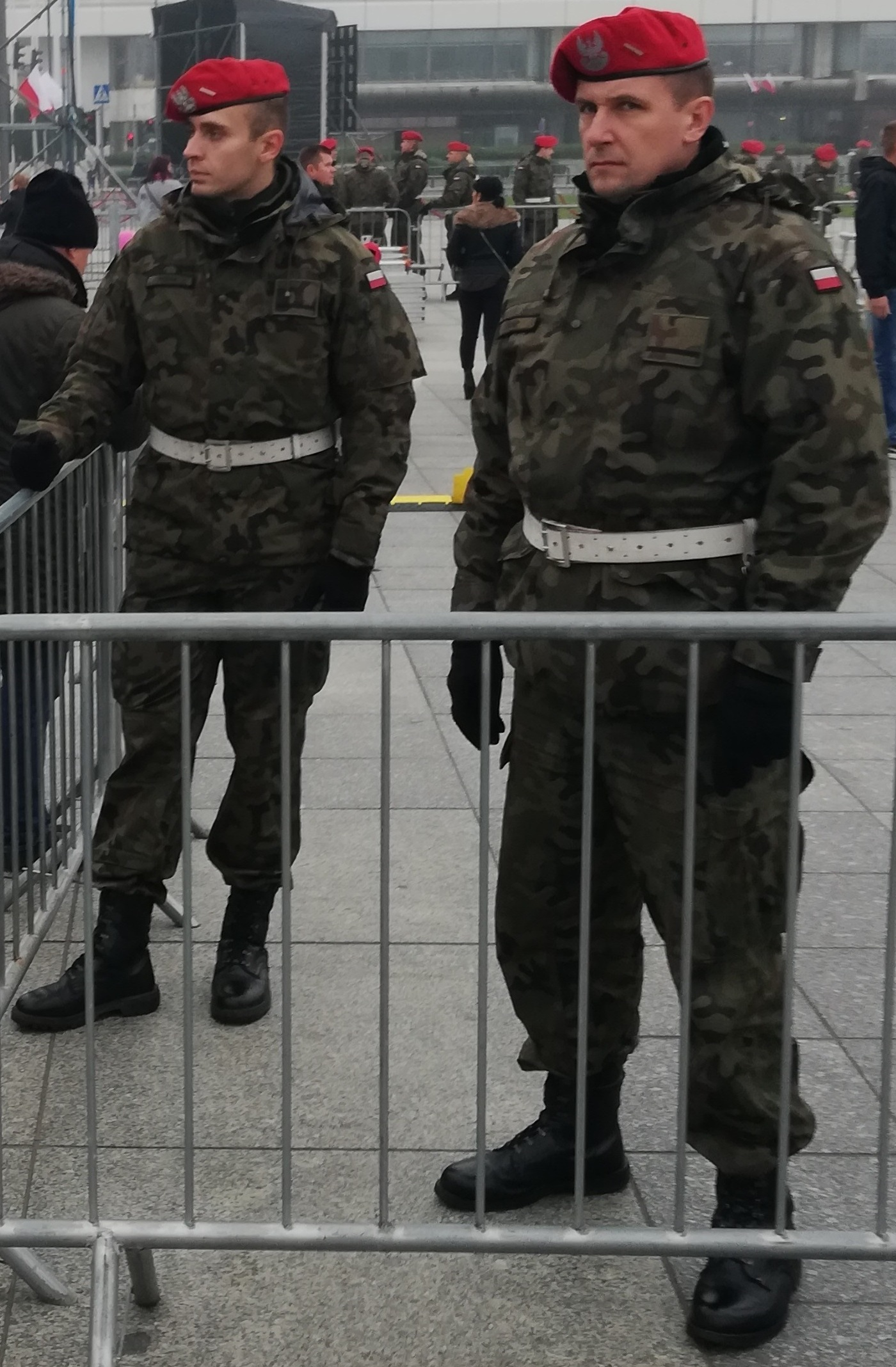
Żołnierze Żandarmerii Wojskowej zabezpieczający państwowe uroczystości odsłonięcia Pomnika Lecha Kaczyńskiego w Warszawie

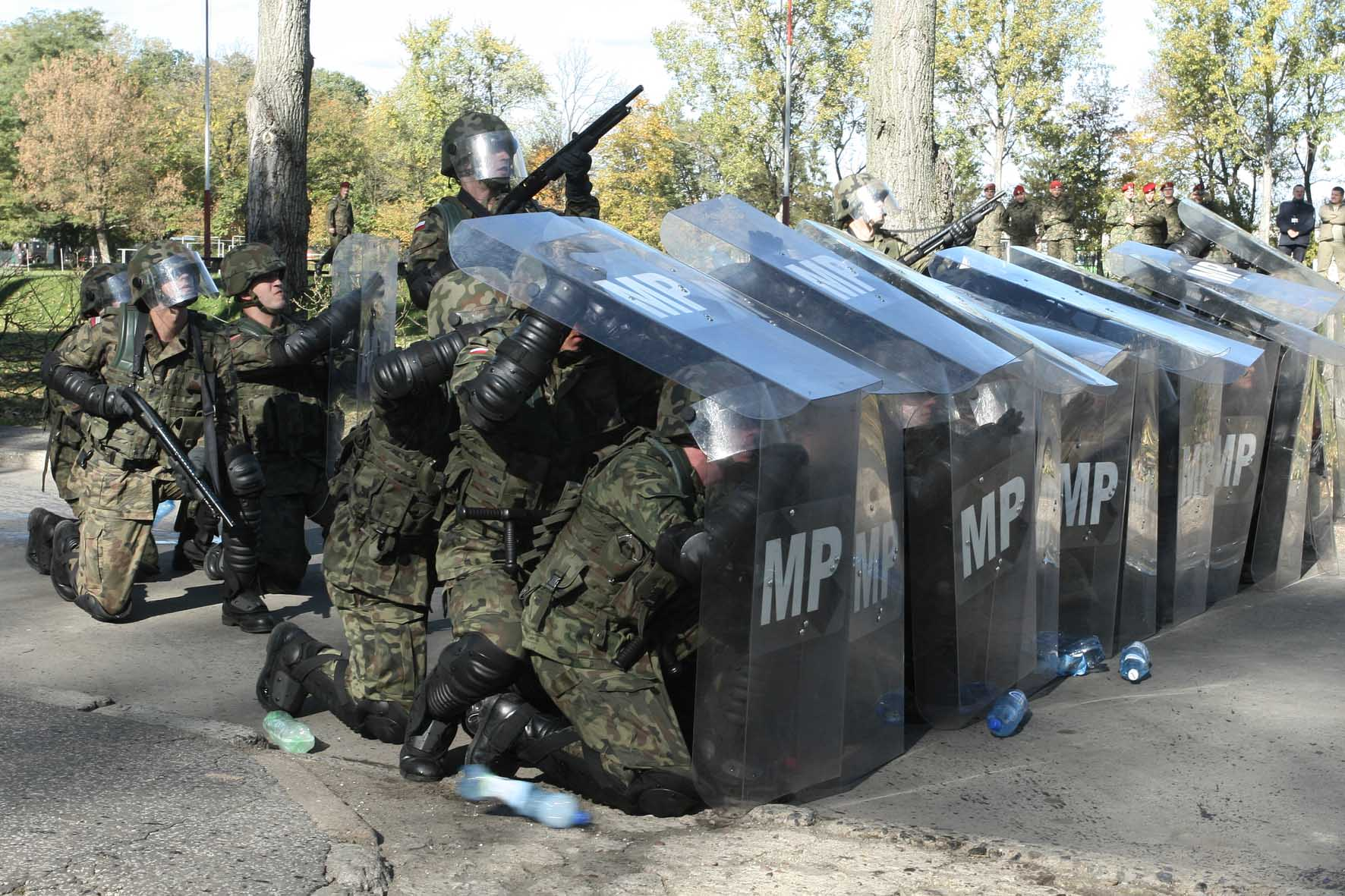
Żandarmi podczas certyfikacji do udziału w PKW w Czadzie

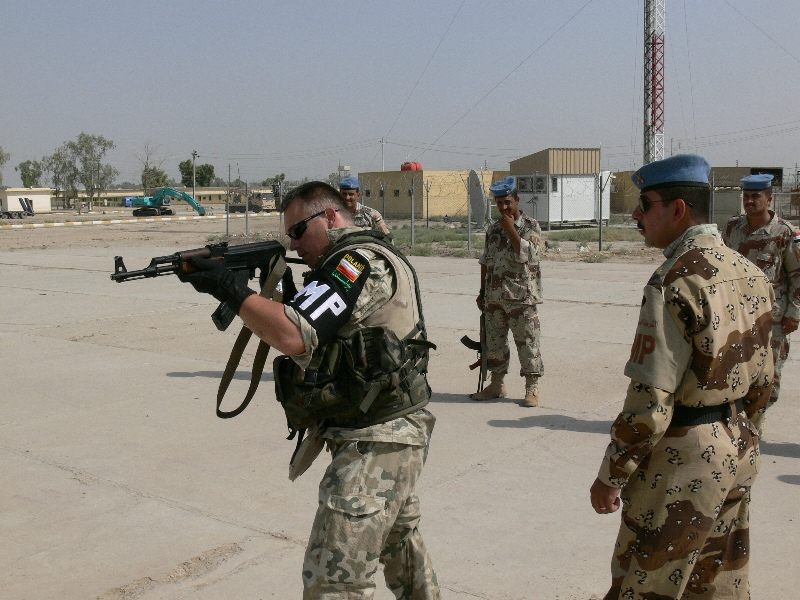
Żołnierz ŻW podczas PKW Irak

- zapewnienie przestrzegania dyscypliny wojskowej,
- ochranianie porządku publicznego na terenach i obiektach jednostek wojskowych oraz w miejscach publicznych,
- ochranianie życia i zdrowia ludzi oraz mienia wojskowego przed zamachami naruszającymi te dobra,
- dokonywanie analizy oświadczeń o stanie majątkowym żołnierzy zawodowych i przedstawianie Ministrowi Obrony Narodowej wniosków w tym względzie
- wykrywanie przestępstw i wykroczeń, w tym skarbowych, popełnionych przez osoby, w stosunku do których Żandarmeria Wojskowa jest właściwa, ujawnianie i ściganie ich sprawców oraz ujawnianie i zabezpieczanie dowodów tych przestępstw i wykroczeń,
- zapobieganie popełnianiu przestępstw i wykroczeń przez osoby w stosunku do których jest właściwa Żandarmeria Wojskowa oraz innym zjawiskom patologicznym, a w szczególności alkoholizmowi i narkomanii w Siłach Zbrojnych,
- współdziałanie z polskimi i zagranicznymi organami i służbami właściwymi w sprawach bezpieczeństwa i porządku publicznego oraz policjami wojskowymi,
- zwalczanie klęsk żywiołowych, nadzwyczajnych zagrożeń środowiska i likwidowanie ich skutków oraz czynne uczestniczenie w akcjach poszukiwawczych, ratowniczych i humanitarnych, mających na celu ochronę życia i zdrowia oraz mienia,
- wykonywanie innych zadań określonych w odrębnych przepisach.

Zadania, o których mowa wyżej, ŻW wykonuje poprzez:
- kontrolowanie przestrzegania dyscypliny wojskowej oraz porządku publicznego,
- interweniowanie w przypadkach naruszania dyscypliny wojskowej lub porządku publicznego,
- opracowywanie dla właściwych organów informacji o stanie dyscypliny wojskowej i przestępczości w Siłach Zbrojnych, a także występowanie do tych organów z wnioskami mającymi na celu zapobieżenie popełnianiu przestępstw, wykroczeń i przewinień dyscyplinarnych,
- wykonywanie czynności operacyjno – rozpoznawczych,
- wykonywanie czynności procesowych w zakresie i na zasadach przewidzianych w przepisach o postępowaniu karnym i skarbowym,
- poszukiwanie sprawców przestępstw i wykroczeń oraz zaginionych żołnierzy, a także poszukiwanie utraconych przez jednostki wojskowe: broni, amunicji, materiałów wybuchowych i innego mienia wojskowego oraz materiałów zawierających informacje niejawne,
- zabezpieczanie śladów i dowodów popełnienia przestępstw i wykroczeń oraz sporządzanie ekspertyz i opinii kryminalistycznych,
- wykonywanie kontroli ruchu drogowego, pilotowanie kolumn wojskowych oraz kierowanie ruchem drogowym, w zakresie i na zasadach przewidzianych w przepisach o ruchu drogowym i o drogach publicznych,
- kontrola uprawnień żołnierzy do noszenia munduru oraz odznak i oznak wojskowych, posiadania uzbrojenia i ekwipunku wojskowego oraz przebywania poza terenami i obiektami jednostek wojskowych,
- kontrola posiadania uprawnień do użycia munduru oraz odznak i oznak wojskowych, w zakresie i na zasadach przewidzianych w przepisach o odznakach i mundurach,
- konwojowanie osób, dokumentów i mienia wojskowego,
- asystowanie przy czynnościach egzekucyjnych, w zakresie i na zasadach przewidzianych w przepisach o postępowaniu cywilnym i o postępowaniu egzekucyjnym w administracji,
- przymusowe doprowadzanie osób, w zakresie i na zasadach przewidzianych w przepisach o postępowaniu karnym, karnym skarbowym, karnym wykonawczym i cywilnym,
- współuczestniczenie w zapewnieniu prawa i porządku podczas trwania imprez masowych przeprowadzanych na terenach i obiektach jednostek wojskowych oraz z udziałem wojska,
- wykonywanie zadań policji sądowej w sądach wojskowych oraz komórkach ds. wojskowych w powszechnych jednostkach organizacyjnych prokuratury;
- kontrolowanie ochrony mienia wojskowego, a w szczególności przechowywania uzbrojenia i środków bojowych,
- kontrolowanie przestrzegania przepisów o wychowaniu w trzeźwości i przeciwdziałaniu alkoholizmowi oraz o narkomanii, a także wykonywanie czynności przewidzianych w tych przepisach dla organów wojskowych,
- wykonywanie czynności ochronnych w stosunku do osób uprawnionych, a także zabezpieczanie pobytu w jednostkach wojskowych osób zajmujących kierownicze stanowiska państwowe i delegacji zagranicznych.

Żandarmeria Wojskowa wykonuje czynności ochronne wobec:
- Ministra Obrony Narodowej,
- Prezydenta Rzeczypospolitej Polskiej, Marszałka Sejmu RP, Marszałka Senatu RP i Prezesa Rady Ministrów wyłącznie podczas ich pobytu na terenie jednostek wojskowych,
- Sekretarza Stanu – I Zastępcy Ministra Obrony Narodowej i Szefa Sztabu Generalnego Wojska Polskiego podczas wykonywania zadań służbowych, w trakcie których są wymagane szczególne warunki bezpieczeństwa,
- członków wojskowych delegacji zagranicznych przebywających na terytorium Rzeczypospolitej Polskiej:
  - Przewodniczącego i Zastępców Przewodniczącego Komitetu Wojskowego Organizacji Traktatu Północnoatlantyckiego,
  - Dowódcy i Zastępcy Dowódcy Połączonych Sił Zbrojnych Organizacji Traktatu Północnoatlantyckiego w Europie,
  - Ministrów obrony,
  - Szefów sztabów generalnych sił zbrojnych,
  - Dowódcy Regionalnych Sił Sojuszniczych Europy Północnej i Europy Południowej,
- osób oraz delegacji ochranianych przez SOP podczas ich pobytu na terenie jednostek wojskowych,
- innych osób na podstawie odrębnej decyzji Ministra Obrony Narodowej.

Żandarmeria Wojskowa wykonuje także czynności dochodzeniowo-śledcze oraz zatrzymania lub doprowadzenia, głównie na polecenie prokuratora ds. wojskowych powszechnej jednostki organizacyjnej prokuratury albo sądu wojskowego lub Sądu Najwyższego, niekiedy także na polecenie prokuratora IPN czy też cywilnego prokuratora powszechnej jednostki organizacyjnej prokuratury, sądu powszechnego, ponadto na polecenie organu administracji rządowej (w tym administracji wojskowej) lub organu jednostki samorządu terytorialnego, w zakresie, w jakim obowiązek ten wynika z odrębnych przepisów. Szeroki zakres uprawnień w działaniach operacyjno-rozpoznawczych w znacznym stopniu może wpływać na efektywność prowadzonych postępowań.
Żandarmeria Wojskowa bierze też udział w operacjach wojskowych m.in. w Iraku, Afganistanie, Libanie, Kosowie, Bośni i Hercegowinie i Demokratycznej Republice Konga.
Budżet ŻW na 2011 r. wynosił 228,3 mln zł.

## Organizacja ŻW

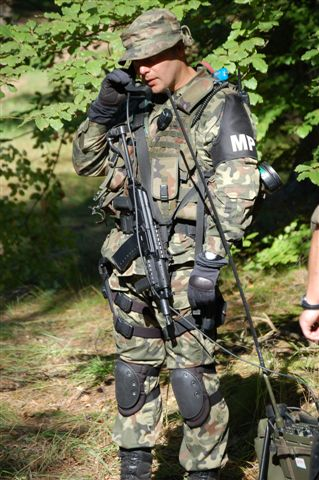
Żandarm podczas ćwiczeń Anakonda

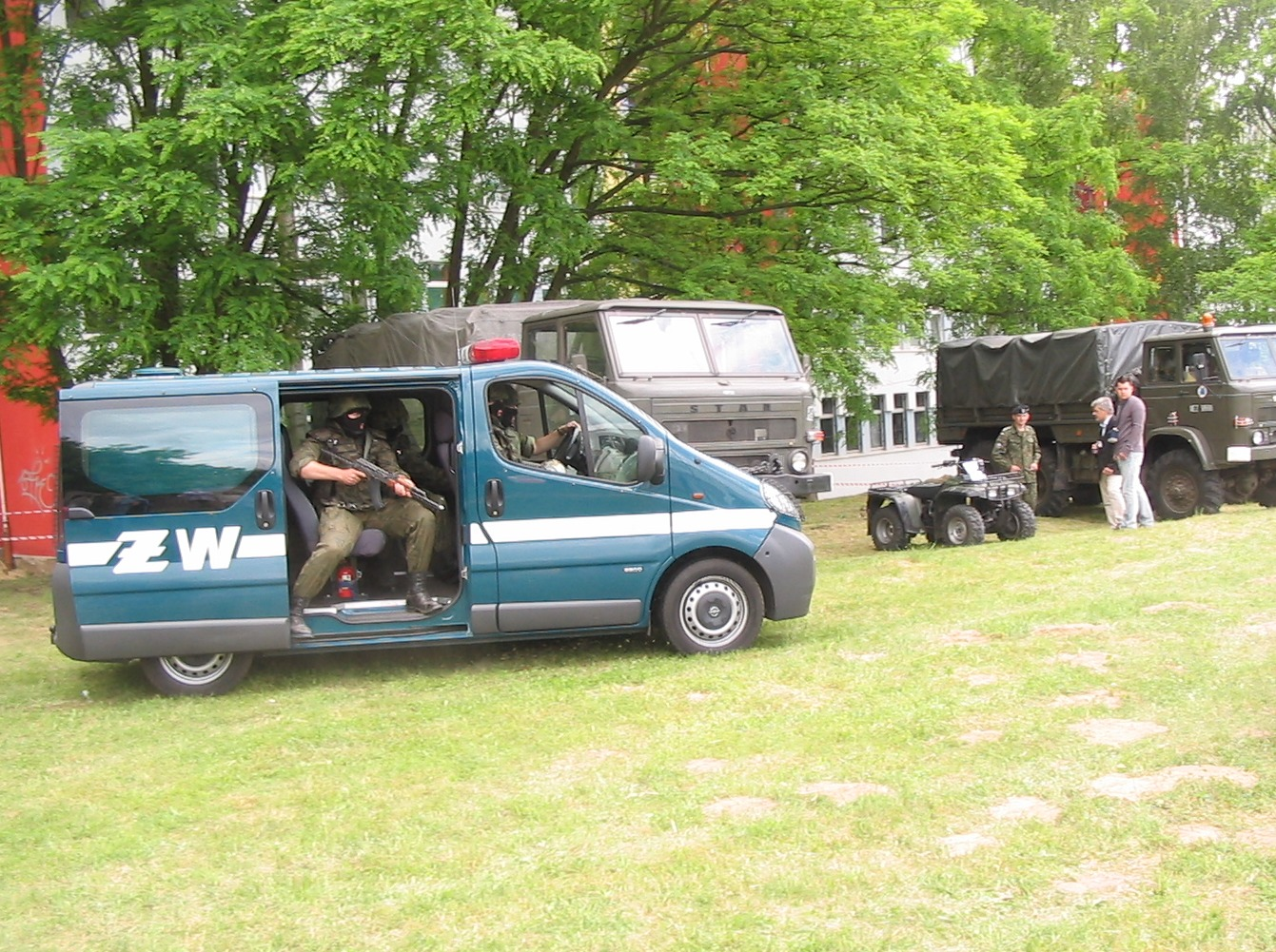
ŻW podczas ćwiczeń

Od 1 stycznia 2002 roku Żandarmerię Wojskową tworzyły:
- Komenda Główna Żandarmerii Wojskowej,
- terenowe jednostki organizacyjne Żandarmerii Wojskowej (oddziały, wydziały i placówki),
- specjalistyczne jednostki organizacyjne Żandarmerii Wojskowej.

Ustawa z 24 sierpnia 2001 roku sankcjonowała podział Żandarmerii Wojskowej na piony funkcjonalne:
- dochodzeniowo-śledczy,
- prewencyjny,
- administracyjno-logistyczno-techniczny.

### Struktura organizacyjna Żandarmerii Wojskowej do 30 czerwca 2011 roku
Poniżej przedstawiona została struktura organizacyjna Żandarmerii Wojskowej obowiązująca do dnia 30 czerwca 2011 roku. Kolorem czerwonym oznaczono terenowe jednostki organizacyjne i zamiejscowe komórki wewnętrzne (placówki), które zostały rozformowane, natomiast kolorem zielonym oddziały przeformowane w wydziały.
- Komenda Główna Żandarmerii Wojskowej w Warszawie, ul. J. Ostroroga 35
- Oddział Zabezpieczenia Żandarmerii Wojskowej w Warszawie, ul. J. Ostroroga 35

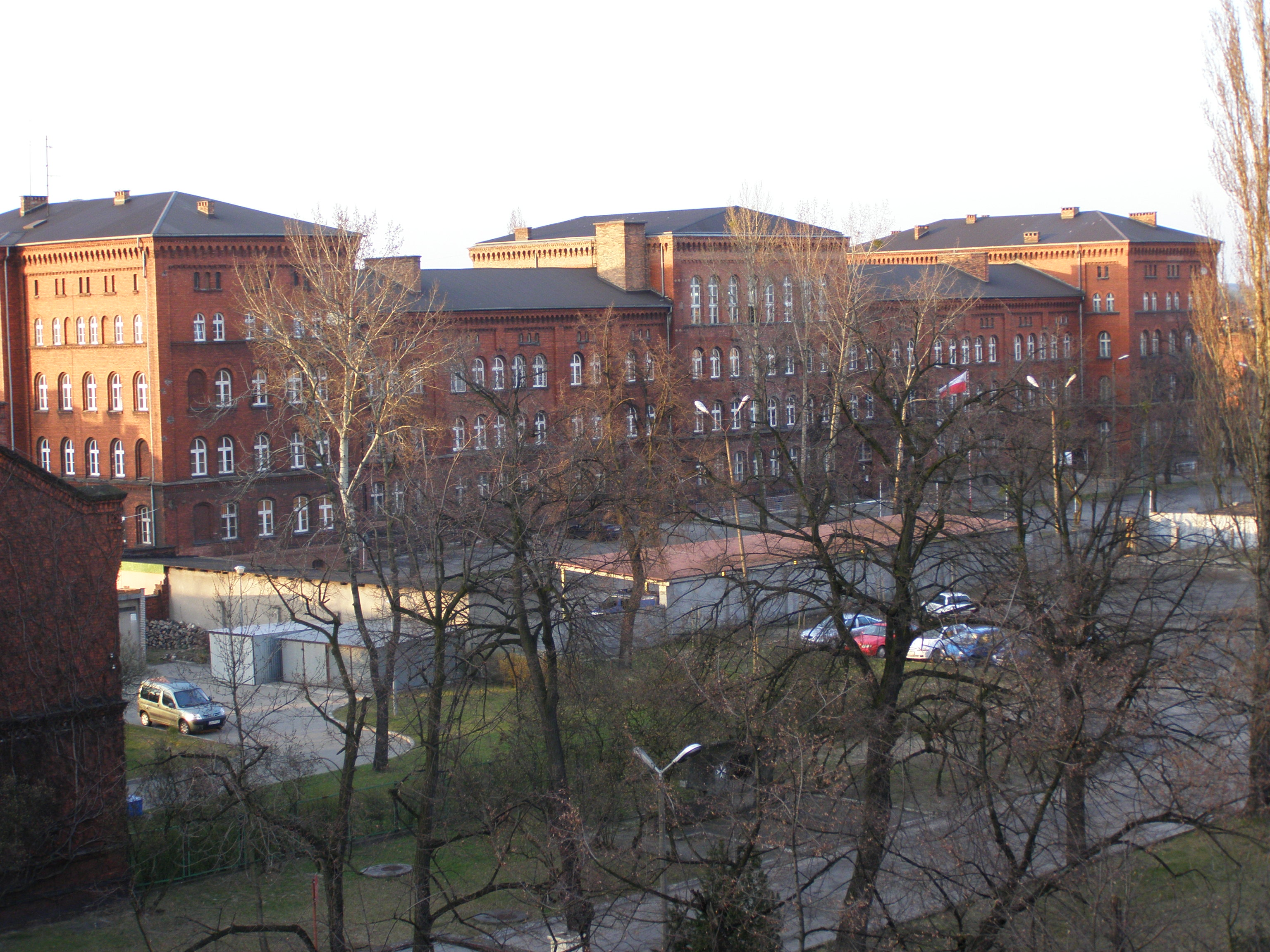
Koszary Żandarmerii Wojskowej w Bydgoszczy

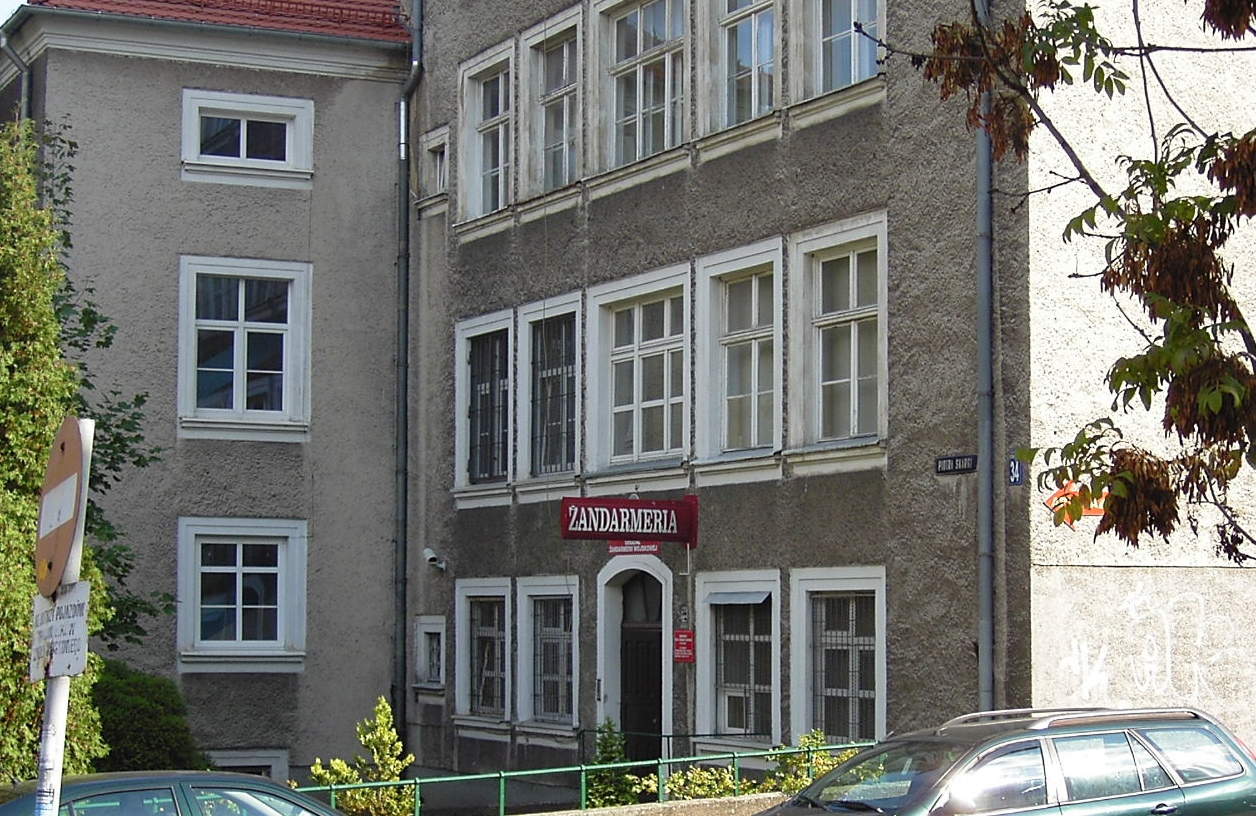
Siedziba Żandarmerii Wojskowej w Szczecinie

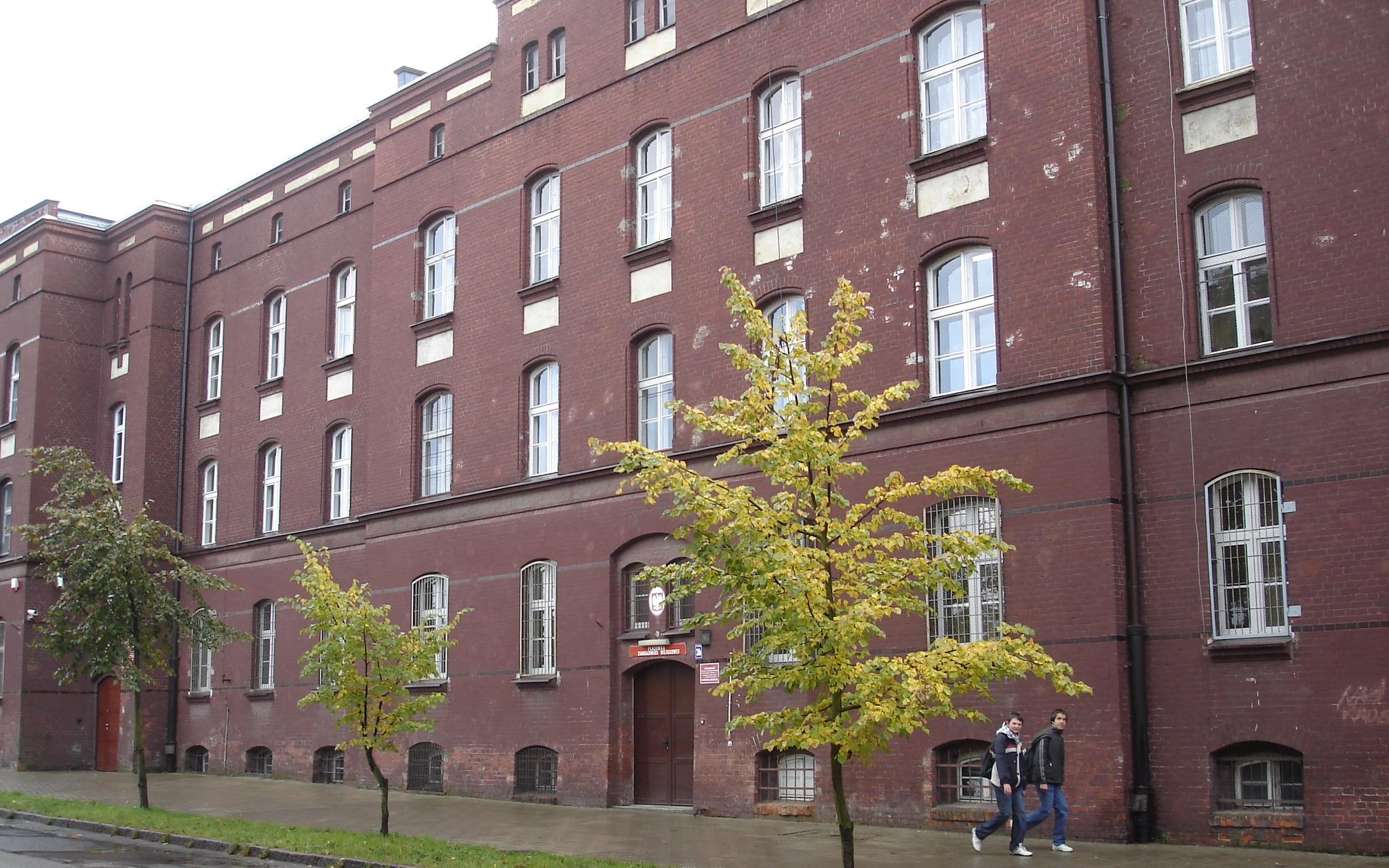
Siedziba Żandarmerii Wojskowej w Stargardzie

- Mazowiecki Oddział Żandarmerii Wojskowej im. gen. bryg. Franciszka Sznajde w Warszawie, ul. J. Ostroroga 35
  - Placówka Żandarmerii Wojskowej w Ciechanowie → w Przasnyszu, ul. Makowska 1
  - Placówka Żandarmerii Wojskowej w Łodzi
  - Placówka Żandarmerii Wojskowej w Mińsku Mazowieckim
  - Placówka Żandarmerii Wojskowej w Radomiu, ul. Lubelska 150
  - Placówka Żandarmerii Wojskowej w Sieradzu, ul. Wojska Polskiego 78
  - Placówka Żandarmerii Wojskowej w Tomaszowie Mazowieckim, ul. Piłsudskiego 72
  - Placówka Żandarmerii Wojskowej w Zegrzu, ul. Juzistek 2

- Oddział Żandarmerii Wojskowej w Bydgoszczy, ul. Zygmunta Augusta 20a
  - Placówka Żandarmerii Wojskowej w Grudziądzu, ul. gen. Józefa Bema 11
  - Placówka Żandarmerii Wojskowej w Inowrocławiu, ul. Dworcowa 56
  - Placówka Żandarmerii Wojskowej w Toruniu, ul. Sienkiewicza 35
- Oddział Żandarmerii Wojskowej w Elblągu, ul. Królewiecka 130
  - Wydział Żandarmerii Wojskowej w Bemowie Piskim
  - Placówka Żandarmerii Wojskowej w Bartoszycach, ul. Wojska Polskiego 4
  - Placówka Żandarmerii Wojskowej w Białymstoku, ul. Kawaleryjska 70/126 → Mazowiecki OŻW
  - Placówka Żandarmerii Wojskowej w Braniewie, ul. Sikorskiego 7
  - Placówka Żandarmerii Wojskowej w Giżycku, ul. Moniuszki 3
  - Placówka Żandarmerii Wojskowej w Morągu, Aleja Wojska Polskiego 33
- Oddział Żandarmerii Wojskowej w Gdyni, ul. Rondo Bitwy po Oliwą 1 → Wydział ŻW w Gdyni OŻW w Elblągu
  - Placówka Żandarmerii Wojskowej w Helu, ul. Sikorskiego 20
  - Placówka Żandarmerii Wojskowej w Malborku, Plac 3 Maja 1a → OŻW w Elblągu
  - Placówka Żandarmerii Wojskowej w Słupsku
  - Wydział Żandarmerii Wojskowej w Ustce, ul. Komandorska 172 → OŻW w Szczecinie

- Oddział Żandarmerii Wojskowej w Krakowie, ul. Głowackiego 11
  - Placówka Żandarmerii Wojskowej w Bielsku-Białej, ul. Bardowskiego 5
  - Placówka Żandarmerii Wojskowej w Gliwicach, ul. Andersa 47
  - Placówka Żandarmerii Wojskowej w Katowicach, ul. Jana Kilińskiego 9
  - Placówka Żandarmerii Wojskowej w Kielcach, ul. Wojska Polskiego 300
  - Placówka Żandarmerii Wojskowej w Lublińcu, ul. Sobieskiego 35
- Oddział Żandarmerii Wojskowej w Lublinie → Wydział ŻW w Lublinie Mazowiecki OŻW
  - Placówka Żandarmerii Wojskowej w Dęblinie, ul. Saperów 5 → Mazowiecki OŻW
  - Placówka Żandarmerii Wojskowej w Nowej Dębie → Wydział Żandarmerii Wojskowej w Nowej Dębie, ul. Anieli Krzywoń 1 → OŻW w Krakowie
  - Placówka Żandarmerii Wojskowej w Przemyślu, ul. Okrzei 3 → OŻW w Krakowie
  - Placówka Żandarmerii Wojskowej w Rzeszowie, ul. gen. Langiewicza 4 → OŻW w Krakowie
  - Placówka Żandarmerii Wojskowej w Zamościu
- Wielkopolski Oddział Żandarmerii Wojskowej im. por. Arkadego Fiedlera w Poznaniu, ul. Bukowska 24 → Wydział ŻW w Poznaniu OŻW w Bydgoszczy
  - Placówka Żandarmerii Wojskowej w Lesznie, ul. Racławicka 3 → Lubuski OŻW
  - Placówka Żandarmerii Wojskowej w Powidzu → OŻW w Bydgoszczy

- Oddział Żandarmerii Wojskowej w Szczecinie, ul. Piotra Skargi 34
  - Wydział Żandarmerii Wojskowej w Olesznie, ul. Główna 18
  - Placówka Żandarmerii Wojskowej w Koszalinie, ul. 4 Marca 1
  - Placówka Żandarmerii Wojskowej w Stargardzie, ul. 11 Listopada 3a
  - Placówka Żandarmerii Wojskowej w Świdwinie, ul. Połczyńska 32
  - Placówka Żandarmerii Wojskowej w Świnoujściu, ul. Sienkiewicza 4
  - Placówka Żandarmerii Wojskowej w Trzebiatowie, ul. Zagórska 16-18
  - Placówka Żandarmerii Wojskowej w Wałczu, ul. Wojska Polskiego 76/5
- Oddział Żandarmerii Wojskowej we Wrocławiu, ul. gen. Hallera 36/38 → Wydział ŻW we Wrocławiu Lubuski OŻW
  - Placówka Żandarmerii Wojskowej w Brzegu, ul. Sikorskiego 6
  - Placówka Żandarmerii Wojskowej w Kłodzku, ul. Walecznych 59 → Lubuski OŻW
  - Placówka Żandarmerii Wojskowej w Opolu, ul. Niemodlińska 88 → Lubuski OŻW
- Lubuski Oddział Żandarmerii Wojskowej w Żaganiu, ul. Żarska
  - Placówka Żandarmerii Wojskowej w Bolesławcu, Aleja Wojska Polskiego 54
  - Placówka Żandarmerii Wojskowej w Międzyrzeczu, ul. Wojska Polskiego 17
  - Placówka Żandarmerii Wojskowej w Sulechowie, ul. Wojska Polskiego 1
  - Placówka Żandarmerii Wojskowej w Świętoszowie, ul. Marszowa 1
  - Wydział Żandarmerii Wojskowej w Wędrzynie

- Centrum Szkolenia Żandarmerii Wojskowej w Mińsku Mazowieckim, ul. Warszawska 267
- Oddział Specjalny Żandarmerii Wojskowej w Mińsku Mazowieckim, ul. Warszawska 267
- Oddział Specjalny Żandarmerii Wojskowej w Warszawie, ul. J. Ostroroga 35
- Oddział Specjalny Żandarmerii Wojskowej w Gliwicach → Jednostka Wojskowa Agat

### Struktura organizacyjna Żandarmerii Wojskowej od 1 lipca 2011 roku
Poniżej przedstawiona została struktura organizacyjna Żandarmerii Wojskowej obowiązująca od dnia 1 lipca 2011 roku.

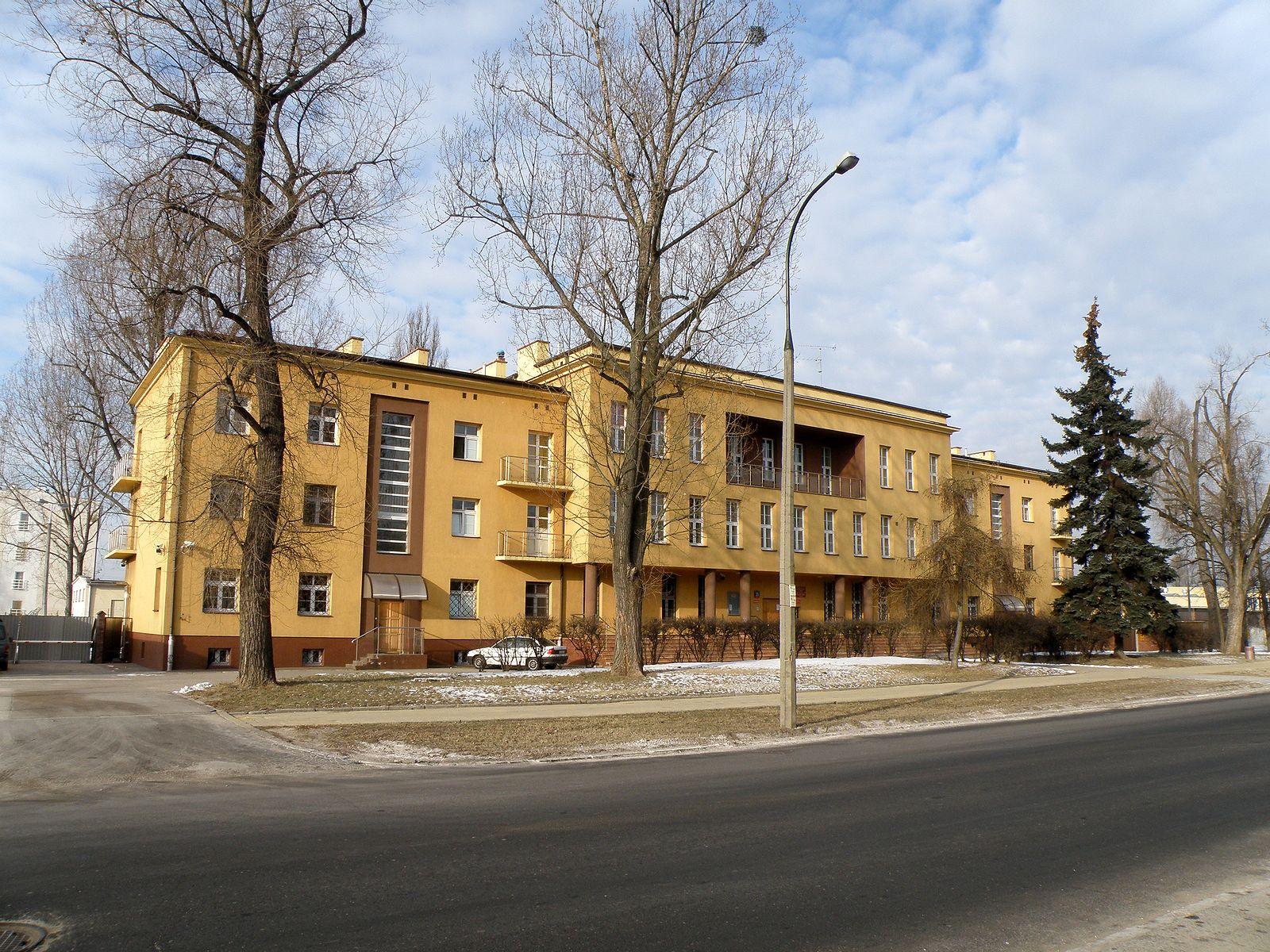
Warszawa, ul. J. Ostroroga 35, jeden z budynków ŻW

- Komenda Główna Żandarmerii Wojskowej w Warszawie, ul. J. Ostroroga 35
- Oddział Zabezpieczenia Żandarmerii Wojskowej w Warszawie, ul. J. Ostroroga 35
- Oddział Specjalny Żandarmerii Wojskowej w Warszawie, ul. J. Ostroroga 35
- Oddział Specjalny Żandarmerii Wojskowej w Mińsku Mazowieckim, ul. Warszawska 267
- Centrum Szkolenia Żandarmerii Wojskowej w Mińsku Mazowieckim, ul. Warszawska 267

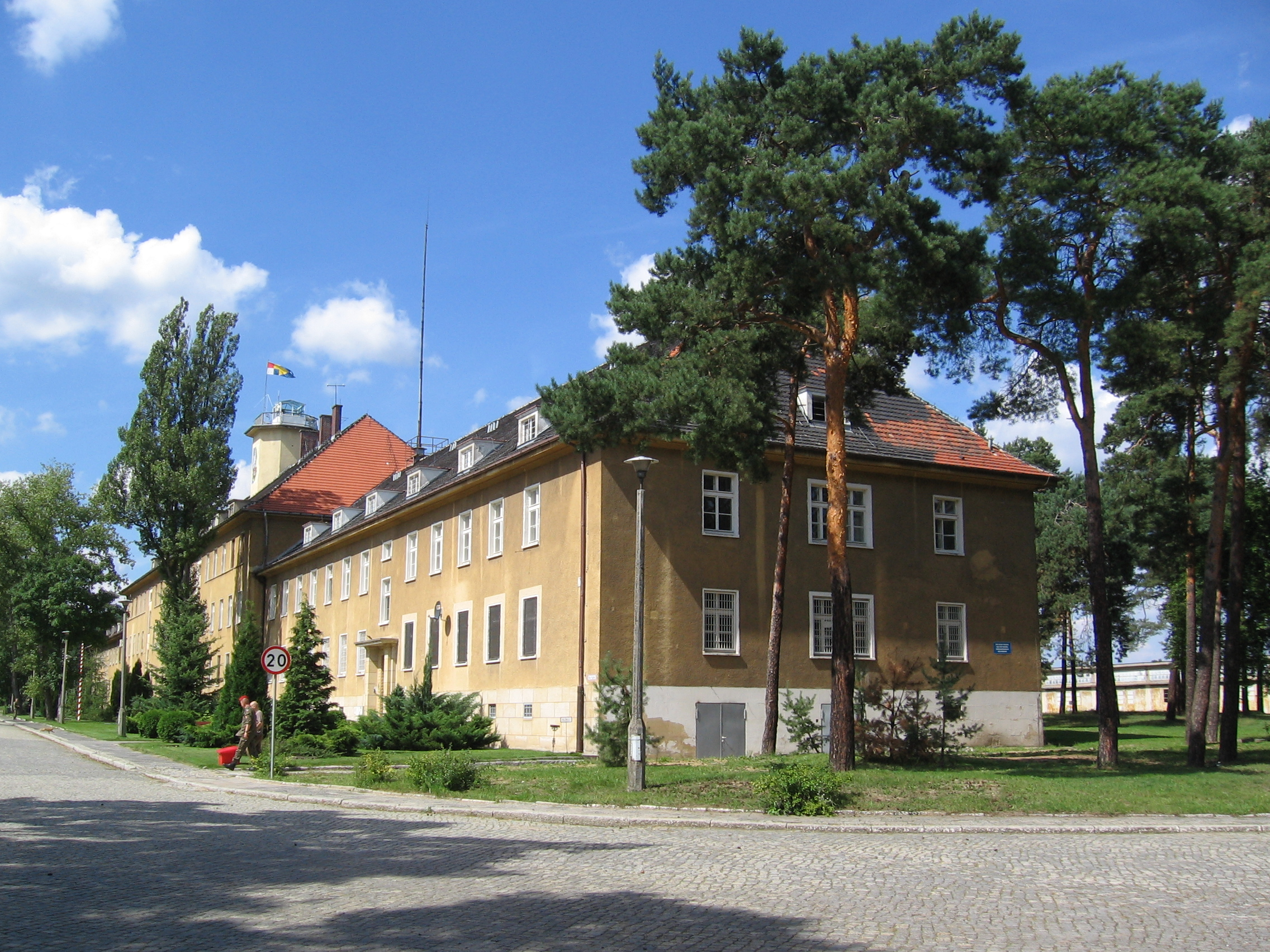
Siedziba Komendy OŻW Żagań

- Mazowiecki Oddział Żandarmerii Wojskowej im. gen. bryg. Franciszka Sznajde w Warszawie, ul. J. Ostroroga 35
  - Wydział Żandarmerii Wojskowej w Lublinie, ul. Kraśnicka 2a
  - Placówka Żandarmerii Wojskowej w Białymstoku, ul. Kawaleryjska 70/126
  - Placówka Żandarmerii Wojskowej w Dęblinie, ul. Saperów 5
  - Placówka Żandarmerii Wojskowej w Przasnyszu, ul. Makowska 1
  - Placówka Żandarmerii Wojskowej w Radomiu, ul. Lubelska 150
  - Placówka Żandarmerii Wojskowej w Sieradzu, ul. Wojska Polskiego 78
  - Placówka Żandarmerii Wojskowej w Tomaszowie Mazowieckim, ul. Piłsudskiego 72
- Oddział Żandarmerii Wojskowej w Bydgoszczy, ul. Zygmunta Augusta 20a
  - Wydział Żandarmerii Wojskowej w Poznaniu, ul. Bukowska 24
  - Placówka Żandarmerii Wojskowej w Grudziądzu, ul. gen. Józefa Bema 11
  - Placówka Żandarmerii Wojskowej w Inowrocławiu, ul. Dworcowa 56
  - Placówka Żandarmerii Wojskowej w Powidzu
  - Placówka Żandarmerii Wojskowej w Toruniu, ul. Sienkiewicza 35
- Oddział Żandarmerii Wojskowej w Elblągu, ul. Królewiecka 130
  - Wydział Żandarmerii Wojskowej w Gdyni, Rondo Bitwy pod Oliwą 1
  - Wydział Żandarmerii Wojskowej w Bemowie Piskim
  - Placówka Żandarmerii Wojskowej w Bartoszycach, ul. Wojska Polskiego 4
  - Placówka Żandarmerii Wojskowej w Braniewie, ul. Sikorskiego 7
  - Placówka Żandarmerii Wojskowej w Giżycku, ul. Moniuszki 3
  - Placówka Żandarmerii Wojskowej w Malborku, pl. 3 Maja 1a
  - Placówka Żandarmerii Wojskowej w Morągu, al. Wojska Polskiego 33

- Oddział Żandarmerii Wojskowej w Krakowie ul. Głowackiego 11
  - Wydział Żandarmerii Wojskowej w Nowej Dębie, ul. Anieli Krzywoń 1
  - Placówka Żandarmerii Wojskowej w Bielsku-Białej, ul. Bardowskiego 5
  - Placówka Żandarmerii Wojskowej w Gliwicach, ul. Andersa 47
  - Placówka Żandarmerii Wojskowej w Kielcach, ul. Wojska Polskiego 300
  - Placówka Żandarmerii Wojskowej w Lublińcu, ul. Sobieskiego 35
  - Placówka Żandarmerii Wojskowej w Przemyślu, ul. Okrzei 3
  - Placówka Żandarmerii Wojskowej w Rzeszowie, ul. gen. Langiewicza 4
- Oddział Żandarmerii Wojskowej w Szczecinie, ul. Piotra Skargi 34
  - Wydział Żandarmerii Wojskowej w Ustce, ul. Komandorska 172
  - Wydział Żandarmerii Wojskowej w Olesznie, ul. Główna 18
  - Placówka Żandarmerii Wojskowej w Koszalinie, ul. 4 Marca 1
  - Placówka Żandarmerii Wojskowej w Stargardzie, ul. 11 Listopada 3a
  - Placówka Żandarmerii Wojskowej w Świdwinie, ul. Połczyńska 32
  - Placówka Żandarmerii Wojskowej w Świnoujściu, ul. Sienkiewicza 4
  - Placówka Żandarmerii Wojskowej w Trzebiatowie, ul. Zagórska 17
  - Placówka Żandarmerii Wojskowej w Wałczu, ul. Wojska Polskiego 76/5
- Lubuski Oddział Żandarmerii Wojskowej w Żaganiu, ul. Żarska
  - Wydział Żandarmerii Wojskowej w Wędrzynie
  - Wydział Żandarmerii Wojskowej we Wrocławiu, ul. gen. Hallera 36/38
  - Placówka Żandarmerii Wojskowej w Bolesławcu, al. Wojska Polskiego 54
  - Placówka Żandarmerii Wojskowej w Sulechowie, ul. Wojska Polskiego 1
  - Placówka Żandarmerii Wojskowej w Kłodzku, ul. Walecznych 59
  - Placówka Żandarmerii Wojskowej w Opolu, ul. Niemodlińska 88
  - Placówka Żandarmerii Wojskowej w Lesznie, ul. Racławicka 3
- Centrum Szkolenia Żandarmerii Wojskowej w Mińsku Mazowieckim
  - komendanci
    - płk Krzysztof Gombrych
    - płk Wiesław Chrzanowski
    - płk Piotr Płonka

  - zastępcy komendanta
    - ppłk mgr Mirosław Parys Zawiasa
    - ppłk Piotr Płonka
    - ppłk Robert Pawlicki

1 października 2014 roku został sformowany Wydział Żandarmerii Wojskowej w Rzeszowie, w skład którego weszły Placówki Żandarmerii Wojskowej w Nowej Dębie i Przemyślu. Jednocześnie likwidacji uległ dotychczasowy Wydział ŻW w Nowej Dębie i Placówka ŻW w Rzeszowie.
18 marca 2015 roku weszła w życie decyzja Nr 56/MON Ministra Obrony Narodowej z dnia 26 lutego 2015 roku w sprawie przejęcia przez Oddział Żandarmerii Wojskowej w Krakowie dziedzictwa tradycji 5 Dywizjonu Żandarmerii (1920-1939).
20 marca 2015 roku weszła w życie decyzja Nr 65/MON Ministra Obrony Narodowej z dnia 5 marca 2015 roku w sprawie nadania Oddziałowi Specjalnemu Żandarmerii Wojskowej w Mińsku Mazowieckim imienia gen. bryg. Jana Tomasza Gorzechowskiego – „Jura”.
31 marca 2015 roku zlikwidowane zostały Placówki Żandarmerii Wojskowej w Sieradzu i Tomaszowie Mazowieckim – zamiejscowe komórki wewnętrzne Mazowieckiego Oddziału Żandarmerii Wojskowej, natomiast 1 kwietnia 2015 roku na terenie województwa łódzkiego rozpoczął swoją działalność Wydział Żandarmerii Wojskowej w Łasku z tymczasową siedzibą w Sieradzu. Nowa jednostka organizacyjna wchodzi w skład Mazowieckiego Oddziału ŻW.
11 czerwca 2015 roku, w Warszawie, w obecności wicepremiera i Ministra Obrony Narodowej Tomasza Siemoniaka, generał dywizji doktor Mirosław Rozmus przekazał obowiązki komendanta głównego Żandarmerii Wojskowej generałowi brygady Piotrowi Nideckiemu, dotychczasowemu szefowi Centrum Operacyjnego Ministra Obrony Narodowej.
11 czerwca 2015 roku weszła w życie decyzja Nr 202/MON Ministra Obrony Narodowej z dnia 11 czerwca 2015 roku w sprawie nadania Wydziałowi Żandarmerii Wojskowej w Gdyni imienia patrona – majora Bolesława Żarczyńskiego oraz przejęcia dziedzictwa tradycji:
Morskiego Dywizjonu Żandarmerii w Gdyni (1937–1939),
Wydziału Żandarmerii Wojskowej w Gdańsku (1990–2001),
Wydziału Żandarmerii Wojskowej w Gdyni (1990–1993),
Oddziału Żandarmerii Wojskowej w Gdyni (1993–2011).
26 czerwca 2015 roku weszła w życie decyzja Nr 196/MON Ministra Obrony Narodowej z dnia 3 czerwca 2015 roku w sprawie nadania Centrum Szkolenia Żandarmerii Wojskowej w Mińsku Mazowieckim imienia patrona – pułkownika Stanisława Sitka oraz przejęcia dziedzictwa tradycji:
- Szkoły Żandarmerii (1918–1922)
- Centralnej Szkoły Żandarmerii (1922–1927)
- Dywizjonu Szkolnego Żandarmerii w Grudziądzu (1927–1930)
- Centrum Wyszkolenia Żandarmerii w Grudziądzu (1930–1939)[32].

1 listopada 2015 roku weszły w życie poprawki do etatów terenowych jednostek organizacyjnych Żandarmerii Wojskowej:
- w Oddziale ŻW w Żaganiu – placówki ŻW w Kłodzku i Opolu weszły w skład Wydziału ŻW we Wrocławiu,
- w Oddziale ŻW w Elblągu – placówka ŻW w Giżycku weszła w skład Wydziału ŻW w Bemowie Piskim,
- w Oddziale ŻW w Bydgoszczy – placówka ŻW w Powidzu weszła w skład Wydziału ŻW w Poznaniu,
- w Oddziale ŻW w Szczecinie – placówki ŻW w Świdwinie i Wałczu weszły w skład Wydziału ŻW w Olesznie, natomiast Placówka ŻW w Koszalinie – w skład Wydziału ŻW w Ustce.

9 listopada 2015 roku weszło w życie, z mocą od 1 listopada 2015 roku, zarządzenie Nr 40/MON Ministra Obrony Narodowej zmieniające zarządzenie w sprawie terenowych jednostek organizacyjnych Żandarmerii Wojskowej.

### Struktura organizacyjna Żandarmerii Wojskowej od 1 listopada 2015 roku
Poniżej przedstawiona została struktura organizacyjna Żandarmerii Wojskowej obowiązująca od dnia 1 listopada 2015 roku.
- Komenda Główna Żandarmerii Wojskowej w Warszawie, ul. J. Ostroroga 35
- Oddział Zabezpieczenia Żandarmerii Wojskowej w Warszawie, ul. J. Ostroroga 35
- Oddział Specjalny Żandarmerii Wojskowej w Warszawie, ul. J. Ostroroga 35
- Oddział Specjalny Żandarmerii Wojskowej im. gen. bryg. Jana Tomasza Gorzechowskiego – „Jura” w Mińsku Mazowieckim, ul. Warszawska 267
- Centrum Szkolenia Żandarmerii Wojskowej im. płk. Stanisława Sitka w Mińsku Mazowieckim, ul. Warszawska 267
- Mazowiecki Oddział Żandarmerii Wojskowej im. gen. bryg. Franciszka Sznajde w Warszawie, ul. J. Ostroroga 35
  - Wydział Żandarmerii Wojskowej w Lublinie, ul. Kraśnicka 2a
  - Wydział Żandarmerii Wojskowej w Łasku
  - Placówka Żandarmerii Wojskowej w Białymstoku, ul. Kawaleryjska 70/126
  - Placówka Żandarmerii Wojskowej w Dęblinie, ul. Saperów 5
  - Placówka Żandarmerii Wojskowej w Przasnyszu, ul. Makowska 1
  - Placówka Żandarmerii Wojskowej w Radomiu, ul. Lubelska 150
- Oddział Żandarmerii Wojskowej w Bydgoszczy, ul. Zygmunta Augusta 20a
  - Wydział Żandarmerii Wojskowej w Poznaniu, ul. Bukowska 24
    - Placówka Żandarmerii Wojskowej w Powidzu

  - Placówka Żandarmerii Wojskowej w Grudziądzu, ul. gen. Józefa Bema 11
  - Placówka Żandarmerii Wojskowej w Inowrocławiu, ul. Dworcowa 56
  - Placówka Żandarmerii Wojskowej w Toruniu, ul. Sienkiewicza 35
- Oddział Żandarmerii Wojskowej w Elblągu, ul. Królewiecka 130
  - Wydział Żandarmerii Wojskowej im. mjr. Bolesława Żarczyńskiego w Gdyni, Rondo Bitwy pod Oliwą 1
  - Wydział Żandarmerii Wojskowej w Bemowie Piskim
    - Placówka Żandarmerii Wojskowej w Giżycku, ul. Moniuszki 3

  - Placówka Żandarmerii Wojskowej w Bartoszycach, ul. Wojska Polskiego 4
  - Placówka Żandarmerii Wojskowej w Braniewie, ul. Sikorskiego 7
  - Placówka Żandarmerii Wojskowej w Malborku, pl. 3 Maja 1a
  - Placówka Żandarmerii Wojskowej w Morągu, al. Wojska Polskiego 33
- Oddział Żandarmerii Wojskowej w Krakowie ul. Głowackiego 11
  - Wydział Żandarmerii Wojskowej w Rzeszowie ul. gen. Langiewicza 4
    - Placówka Żandarmerii Wojskowej w Nowej Dębie, ul. Anieli Krzywoń 1
    - Placówka Żandarmerii Wojskowej w Przemyślu, ul. Okrzei 3

  - Placówka Żandarmerii Wojskowej w Bielsku-Białej, ul. Bardowskiego 5
  - Placówka Żandarmerii Wojskowej w Gliwicach, ul. Andersa 47
  - Placówka Żandarmerii Wojskowej w Kielcach, ul. Wojska Polskiego 300
  - Placówka Żandarmerii Wojskowej w Lublińcu, ul. Sobieskiego 35
- Oddział Żandarmerii Wojskowej w Szczecinie, ul. Piotra Skargi 34
  - Wydział Żandarmerii Wojskowej w Olesznie, ul. Główna 18
    - Placówka Żandarmerii Wojskowej w Świdwinie, ul. Połczyńska 32

  - Placówka Żandarmerii Wojskowej w Wałczu, ul. Wojska Polskiego 76/5
  - Wydział Żandarmerii Wojskowej w Ustce, ul. Komandorska 172
    - Placówka Żandarmerii Wojskowej w Koszalinie, ul. 4 Marca 1

  - Placówka Żandarmerii Wojskowej w Stargardzie, ul. 11 Listopada 3a
  - Placówka Żandarmerii Wojskowej w Świnoujściu, ul. Sienkiewicza 4
  - Placówka Żandarmerii Wojskowej w Trzebiatowie, ul. Zagórska 17
- Lubuski Oddział Żandarmerii Wojskowej w Żaganiu, ul. Żarska
  - Wydział Żandarmerii Wojskowej w Wędrzynie
  - Wydział Żandarmerii Wojskowej we Wrocławiu, ul. gen. Hallera 36/38
    - Placówka Żandarmerii Wojskowej w Kłodzku, ul. Walecznych 59
    - Placówka Żandarmerii Wojskowej w Opolu, ul. Niemodlińska 88

  - Placówka Żandarmerii Wojskowej w Bolesławcu, al. Wojska Polskiego 54
  - Placówka Żandarmerii Wojskowej w Sulechowie, ul. Wojska Polskiego 1
  - Placówka Żandarmerii Wojskowej w Lesznie, ul. Racławicka 3

## Symbole Żandarmerii Wojskowej

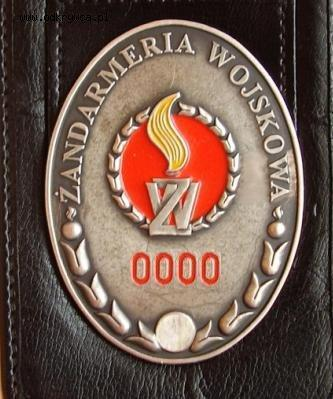
Odznaka służbowa ŻW

Znakiem ŻW jest emblemat przedstawiający nałożone na siebie litery "ŻW", umieszczone wewnątrz koła otoczonego wieńcem laurowym. Kropka nad literą "Ż" jest w kształcie czary znicza z płomieniem, wnętrze znaku jest szkarłatne, a płomień znicza żółty.
Żołnierze ŻW noszą szkarłatne berety.
Świętem Żandarmerii Wojskowej jest dzień 13 czerwca. Wielkopolski Oddział ŻW obchodzi swoje święto w dniu 30 września, a Mazowiecki Oddział ŻW w dniu 31 marca.

## Działalność ŻW od 1990 roku
Treść tej sekcji może nie być zgodna z zasadami neutralnego punktu widzenia.
Dokładniejsze informacje o tym, co należy poprawić, być może znajdują się w dyskusji tej sekcji.
 Po wyeliminowaniu niedoskonałości należy usunąć szablon {{Dopracować}} z tej sekcji.

Z roku na rok zmniejsza się procent pospolitych przestępstw w jednostkach, doszły za to nowe, którymi formacja do tej pory się zajmowała sporadycznie, np. narkomania, korupcja. Po 11 września 2001 roku doszło też międzynarodowe zagrożenie światowym terroryzmem.

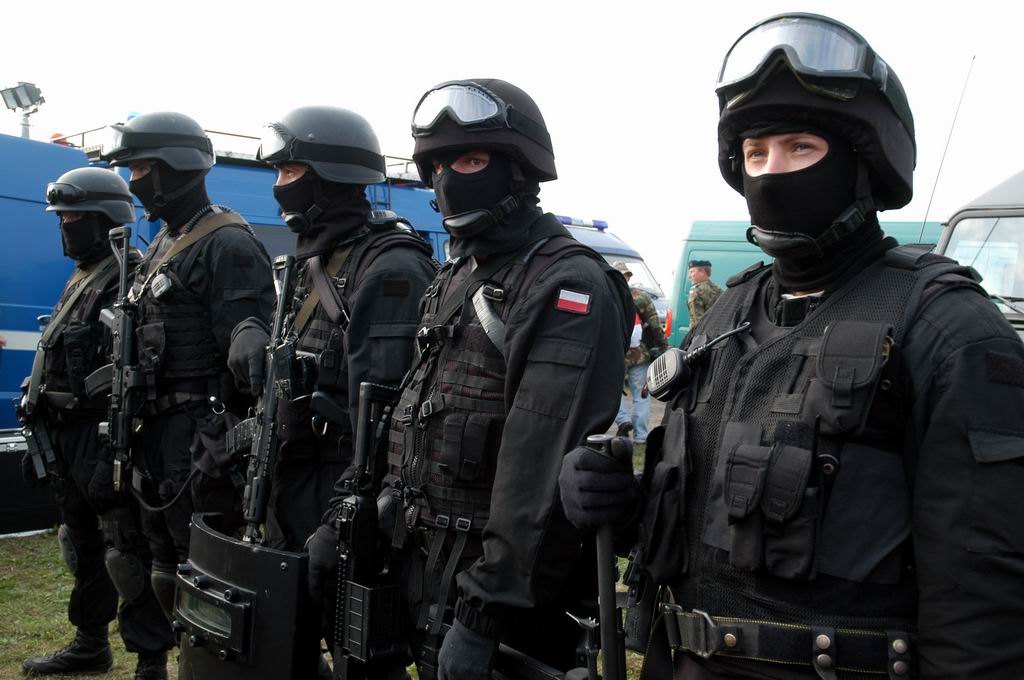
Żandarmi oddziałów specjalnych

Egzamin z nowego typu zadań żandarmi wraz z Siłami Zbrojnymi RP zdają między innymi na operacjach w Afganistanie, a przedtem w Iraku. Zagrożenie terroryzmem spowodowało sformowanie w ramach struktury ŻW wyspecjalizowanych jednostek do działań specjalnych o charakterze policyjnym – oddziałów specjalnych w Mińsku Mazowieckim, Warszawie. Dawniej także w Gliwicach. Na bazie gliwickiego OS ŻW sformowano JW Agat.
Obecnie formacja tworzy Wielonarodowy Batalion Policji Wojskowej dla potrzeb NATO, a chętne zgłoszenia innych policji wojskowych do udziału w nim to wyraz aprobaty dla dotychczasowej międzynarodowej współpracy i uznanie przez zagranicznych partnerów wiodącej roli Żandarmerii Wojskowej.
ŻW współdziała z instytucjami cywilnymi szczebla centralnego i lokalnego, w tym Policją, Strażą Graniczną, Państwową Strażą Pożarną, strażą miejską, Strażą Ochrony Kolei, Służbą Celną, Urzędami Kontroli Skarbowej, Służbą Ochrony Państwa, Agencją Bezpieczeństwa Wewnętrznego, Centralnym Biurem Antykorupcyjnym i Służbą Kontrwywiadu Wojskowego.
Instytucja kultywuje swoje tradycje, w tym poprzez poparcie dla Szkoły Podstawowej nr 5 w Grudziądzu, której patronem jest ostatni komendant Centrum Szkolenia Żandarmerii Wojskowej II RP, ppłk Stanisław Sitek oraz z Gimnazjum nr 28 w Warszawie im. gen. Franciszka Sznajdego – dowódcy żandarmów w bitwie pod Dębem Wielkim w czasie powstania listopadowego.
Jak na razie nie ujawniono przypadku korupcji wśród żołnierzy tej policyjnej instytucji SZ RP.
Od 1990 roku tylko raz żołnierz Żandarmerii Wojskowej użył broni – było to podczas interwencji wobec cywila w Przasnyszu w 2003 roku. Osoba wobec której użyto broni poniosła śmierć na miejscu.

## Nieprawidłowości w Żandarmerii Wojskowej
Żandarmerii Wojskowej skradziono kilkanaście stron z informacjami niejawnymi o OZI ŻW okręgu mazowieckiego. Dokumenty miały klauzulę ściśle tajne i zostały zgromadzone w latach 2003-2011.
NIK w dokumencie opisującym kontrolę okresu od 1 stycznia 2008 r. do 30 września 2011 r. oceniła funkcjonowanie Żandarmerii Wojskowej w zakresie jej zadań wynikających z ustawy. Wyniki tej kontroli i zalecenia pokontrolne NIK przekazała Komendantowi Głównemu ŻW.
W lipcu 2020 r. Sąd Okręgowy w Warszawie nakazał wydziałowi wojskowemu prokuratury wszczęcie postępowania w sprawie nękania ofiar kobiet-żołnierzy ŻW. Wszczęto śledztwo w sprawie tzw. trolli internetowych pośród zorganizowanej grupy żołnierzy ŻW, którzy dręczyli przez media społecznościowe molestowane kobiety-żołnierze ŻW przez współsłużących. Sprawa łączy się z aferą molestowania kobiet Żandarmerii Wojskowej.

## Żandarmeria Wojskowa w składziewojsk operacyjnychSZ RP
Żołnierze Żandarmerii Wojskowej pełnili i pełnią służbę w operacjach w wielu regionach świata. Byli w składzie wysłanych na operację zagraniczną Polskich Kontyngentów Wojskowych w Bośni i Hercegowinie, Libanie w Afganistanie i Czadzie.

## Komendanci Główni Żandarmerii Wojskowej, ich zastępcy oraz szefowie sztabu
Komendanci Główni Żandarmerii Wojskowej
- gen. bryg. Jerzy Jarosz (1 IX 1990 – 20 II 1992)
- płk dypl. Henryk Piątkowski (11 III 1992 – 1 IV 1993)
- gen. bryg. Alfons Kupis (1 IV 1993 – 24 VII 2000)
- gen. bryg./gen. dyw. Jerzy Słowiński (1 VIII 2000 – 30 VII 2003)
- płk/gen. bryg./gen. dyw. Bogusław Pacek (31 VII 2003 – 3 X 2006)
- gen. bryg./gen. dyw. Jan Żukowski (3 X 2006 – 1 I 2008)
- gen. bryg. Marek Witczak (2 I 2008 – 17 XII 2010)
- gen. bryg./gen. dyw. dr Mirosław Rozmus (17 XII 2010 – 11 VI 2015)
- gen. bryg. Piotr Nidecki (12 VI 2015 – 24 XII 2015)
- gen. bryg./gen. dyw. Tomasz Połuch (p.o. 24 XII 2015 – 01 III 2016)
- gen. bryg./gen. dyw. Tomasz Połuch (01 III 2016 – 14 II 2024)[37]
- płk Tomasz Kajzer (od 14 II 2024)[37]

Zastępcy Komendanta Głównego Żandarmerii Wojskowej
- płk dr Andrzej Stefański
- płk Stanisław Fołta
- płk Andrzej Smok
- płk dr Waldemar Rybak
- płk Władysław Kot
- płk/gen. bryg. Krzysztof Busz
- płk dypl. Jarosław Janczewski
- płk/gen. bryg. dr Robert Jędrychowski (20 IV 2011 – 14 II 2024)[37]
- ppłk Edyta Korolczuk (od 14 II 2024[37])

Szefowie sztabu Komendy Głównej Żandarmerii Wojskowej
- płk dypl. Zbigniew Powęska (do 14 IV 2011)
- płk dypl. Bronisław Jansohn (od 4 V 2011)
- płk dr Piotr Płonka

Szefowie Zarządu Dochodzeniowo-Śledczego KG ŻW
- płk Janusz Hinc
- płk Edward Jaroszuk
- płk Janusz Kieryluk
- płk Marek Baranowski
- płk Jan Gęsich
- płk Tomasz Kajzer

Oficerowie Zarządu Dochodzeniowo-Śledczego KG ŻW
- płk Sławomir Adamczyk
- płk Janusz Markut
- płk Jarosław Fortuna
- płk Marek Koziara
- ppłk Krzysztof Sawicki
- ppłk Marian Gawlak
- ppłk Jarosław Pilski
- ppłk Janusz Świątek
- ppłk Mirosław Parys Zawiasa
- ppłk Wojciech Rębacz
- ppłk Piotr Sukiennik
- ppłk Rafał Wyżnikiewicz

## Sprzęt i uzbrojenie Żandarmerii Wojskowej

### Broń biała
- Nóż szturmowy Glock 78[38]
- Nóż szturmowy Glock 81[38]

### Broń strzelecka
- Pistolet Glock 17[39]
- Pistolet maszynowy MP5 A3[39]
- Pistolet maszynowy PM-98[39]
- Pistolet maszynowy Brügger-Thomet MP9 (zakupiona niewielka liczba – 9 szt.)[40][41]
- Subkarabinek wz. 96 Mini Beryl[39]
- Karabin maszynowy UKM-2000P[39]
- Karabin Sako TRG-22[39]
- Strzelba gładkolufowa Mossberg model 50440[39]

### Sprzęt ciężki
- Samochód interwencyjny Land Rover Defender (w wersjach nadwozia Hard Top i Soft Top)[42]
- Interwencyjny wóz dowodzenia TIWD SCAM (AMZ Łoś)[42]
- Samochód interwencyjny Škoda Octavia II[42]
- Samochód interwencyjny Škoda Superb I[43]
- Samochód interwencyjny Opel Astra G[44]
- Radiowóz Daewoo Nubira[45]
- Motocykl interwencyjny Yamaha FZ6[42]
- Motocykl interwencyjny Kawasaki
- Opel Vivaro[42]
- Opel Movano 2.5 TDI[46]
- Ambulans kryminalistyczny Ford Transit[42]
- samochód interwencyjny Opel Insignia Grand Sport[47]
- Opel Mokka[47]
- Isuzu D-Max[48]
- Ambulans kryminalistyczny Mercedes Benz Sprinter ED-3 PS Szczęśniak – Ambulans Kryminalistyczny ED-3 na podwoziu Mercedes Benz Sprinter zabudowany przez firmę Szczęśniak. Żandarmerii Wojskowej w grudniu 2013 roku zostało dostarczonych 7 tego typu samochodów. Kosztowały ponad 2 miliony złotych[49].
- Ambulans pirotechniczny dostarczony przez Szczęśniak Pojazdy Specjalne[50]
- Volkswagen Crafter[51]
- Volkswagen Transporter T5/AMZ[52]
- Mercedes Benz ML – Oddział Specjalny Żandarmerii Wojskowej[53]
- Limuzyna Mercedes Benz S320 CDI[54]
- Quady ACCESS MAX 750i 4x4 FOREST – 16 szt.[55][56][57]
- Quady Polaris XP4 RZR 1000[58]
- Quady Polaris RZR 900E[59]
- Quady Polaris 570 X2[58]
- Samochód Interwencyjny Lekko Opancerzony Plasan SandCat 4x4 – 14 szt.[60]

Pojazdy Żandarmerii Wojskowej
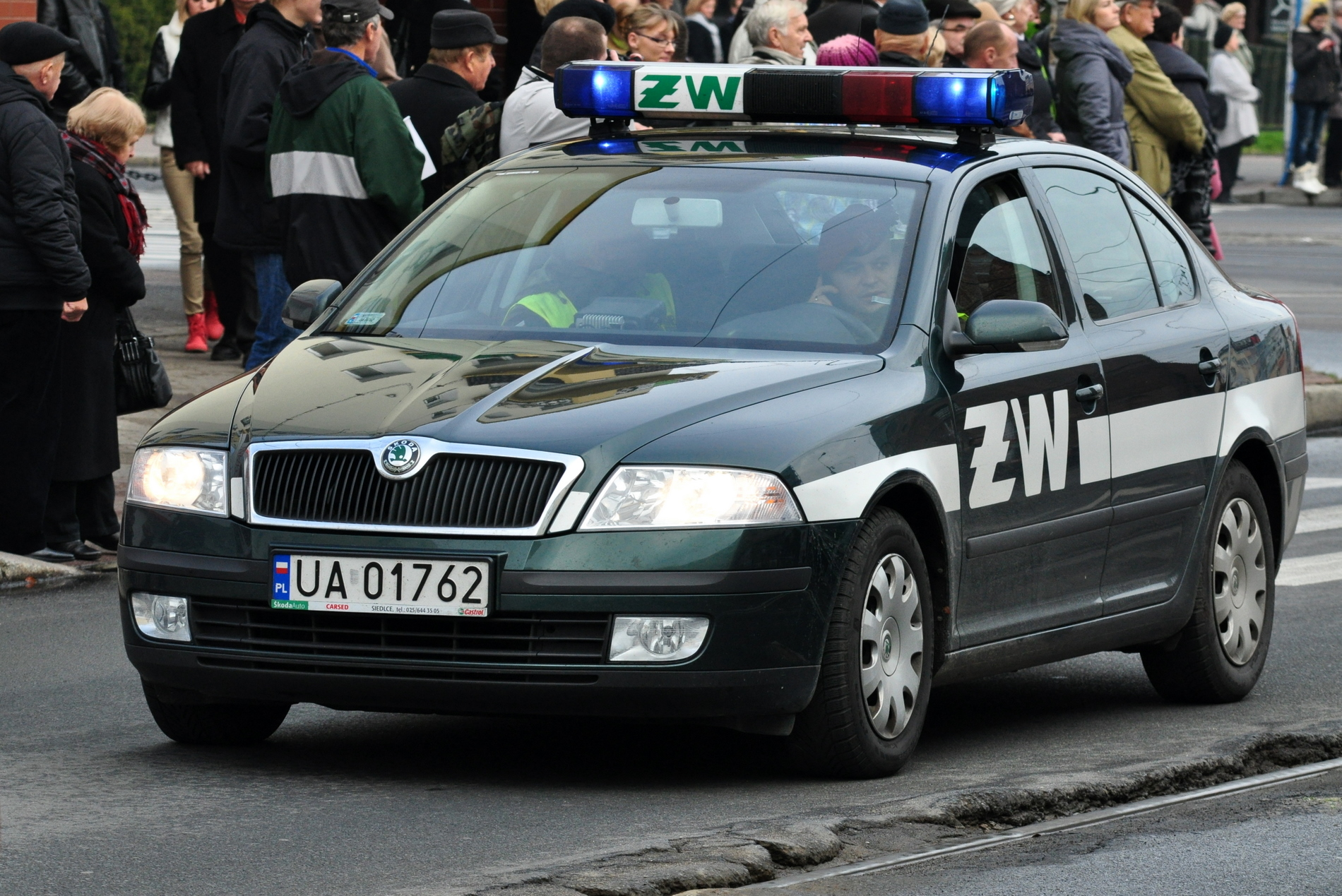
Skoda Octavia II
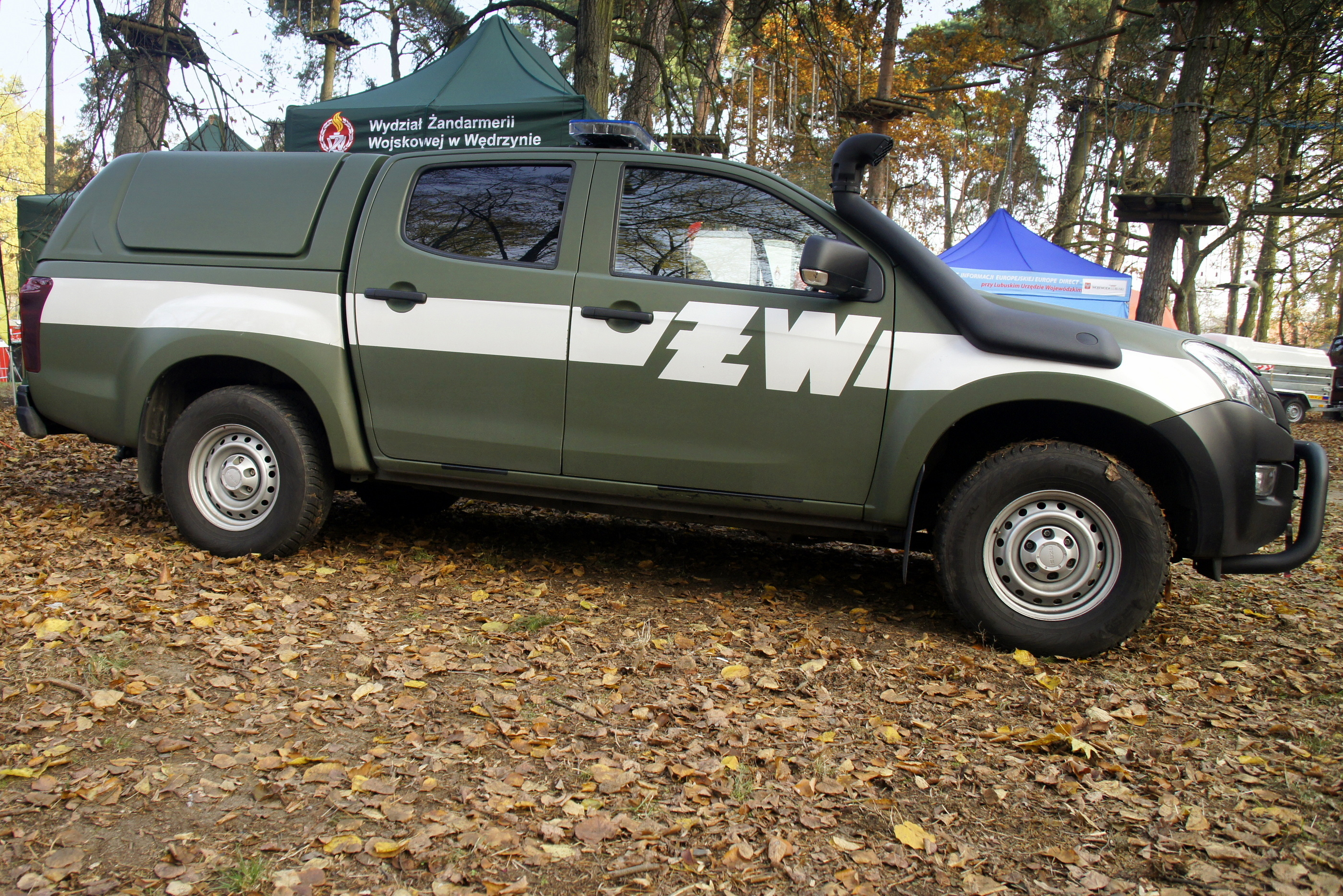
Isuzu D-Max
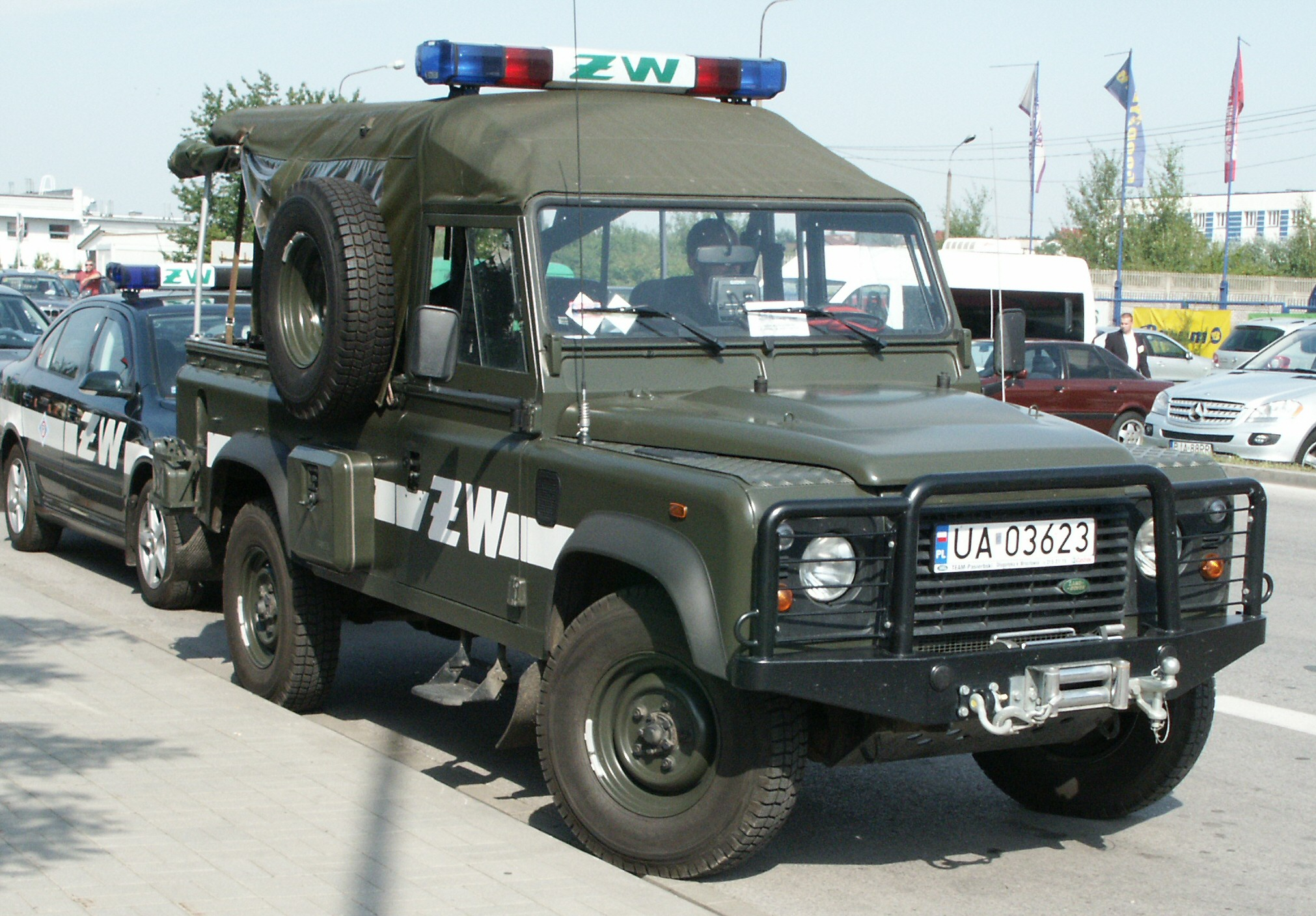
Land Rover Defender
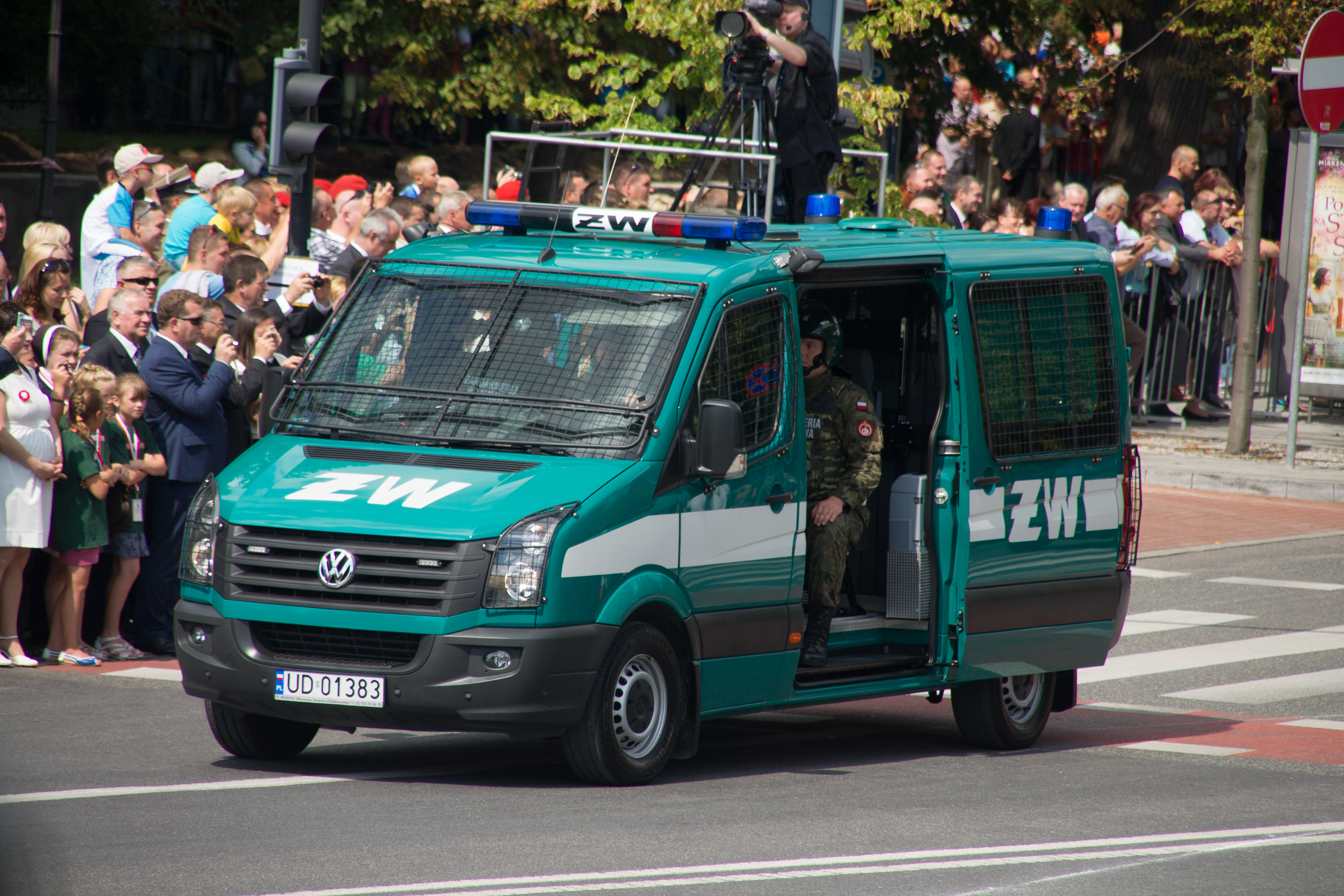
Volkswagen Crafter
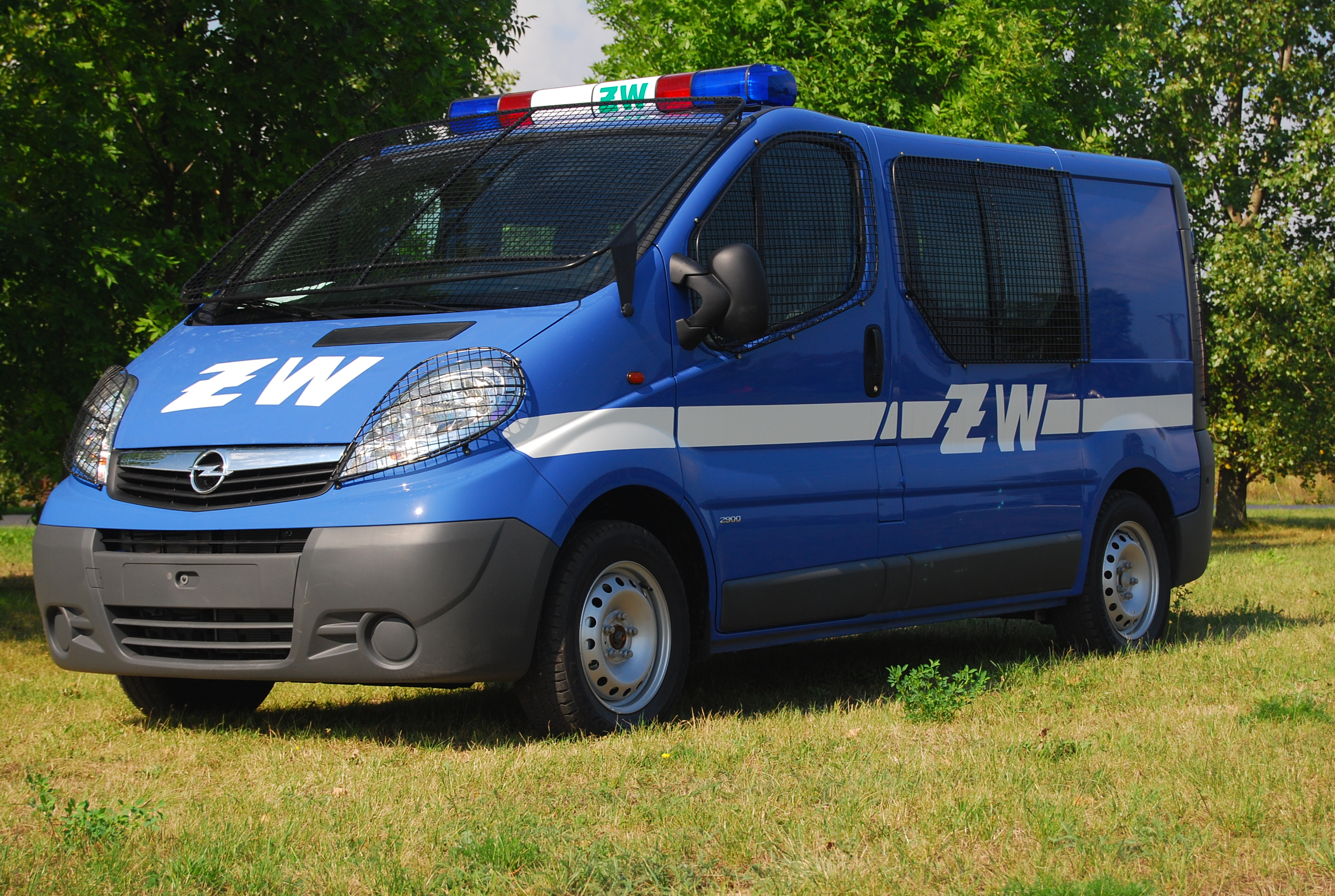
Opel Vivaro
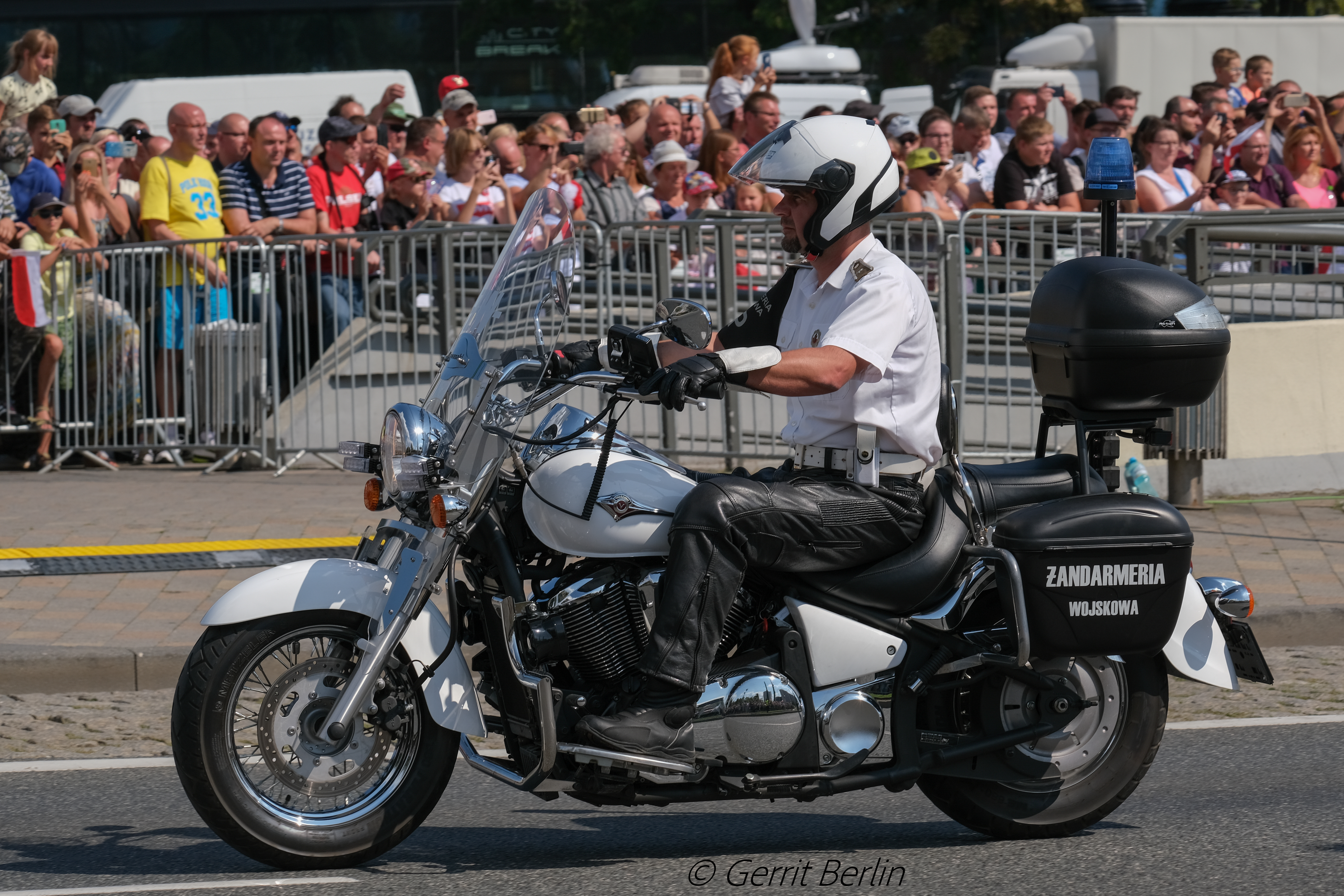
Kawasaki VN900
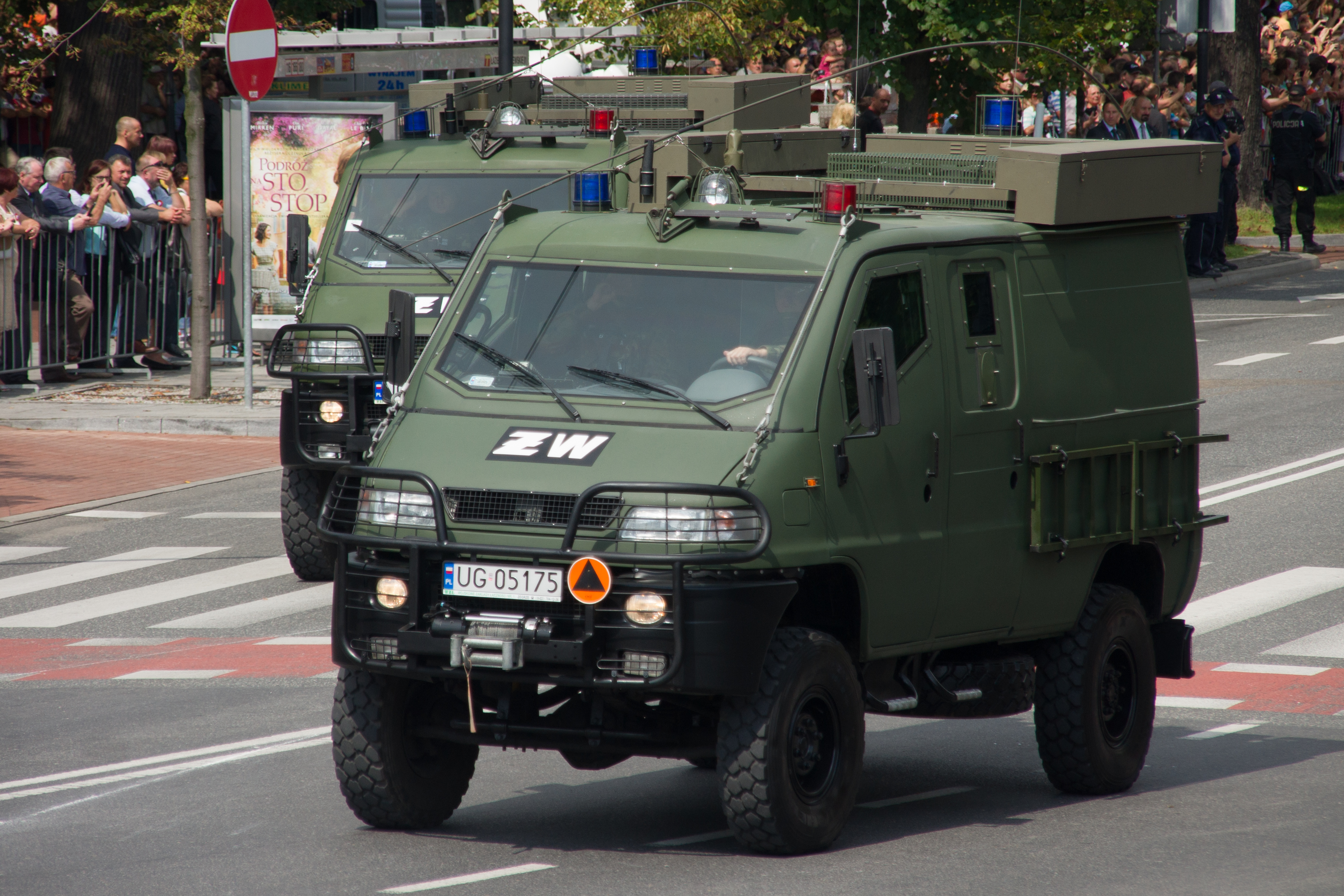
AMZ Łoś
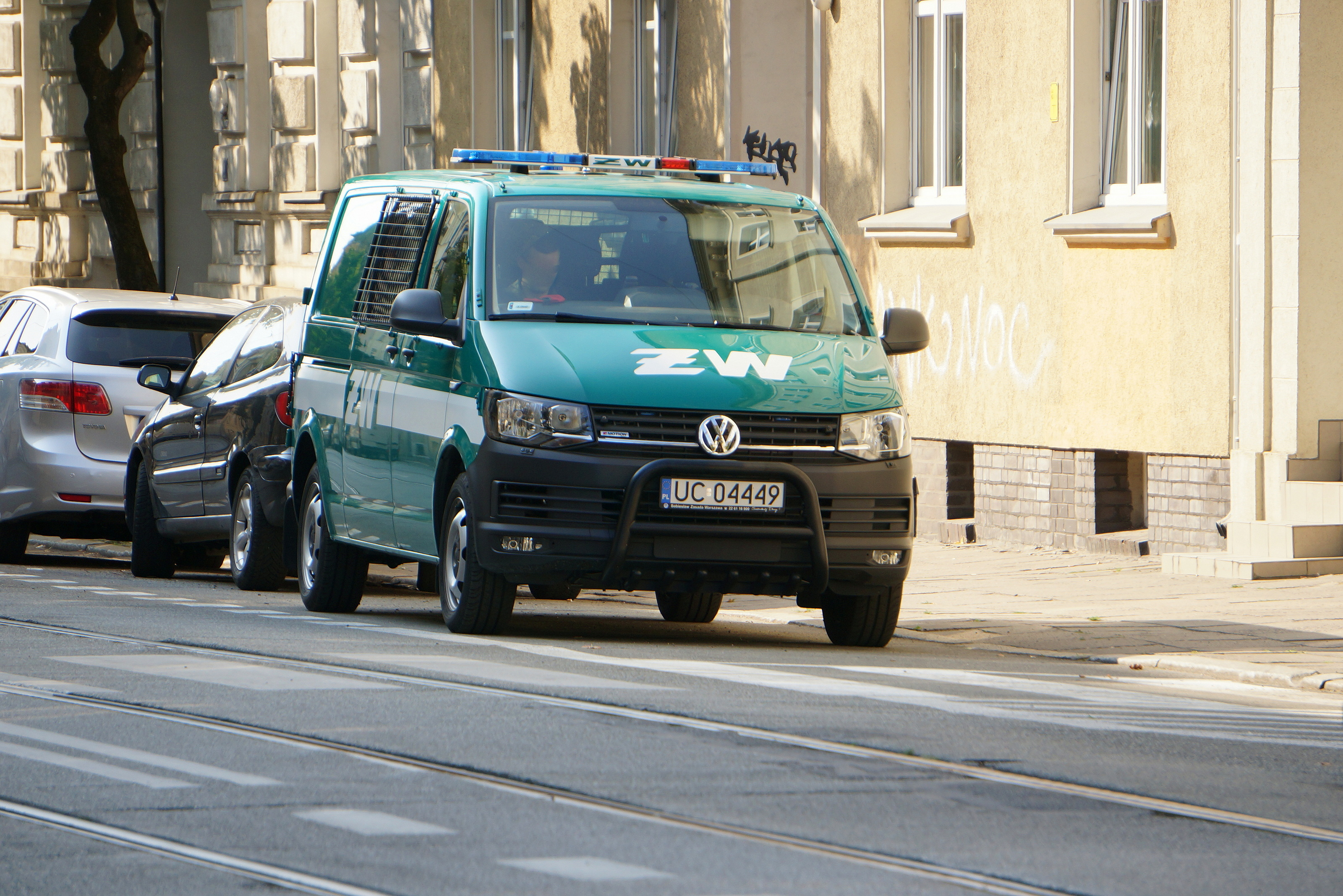
Volkswagen Transporter
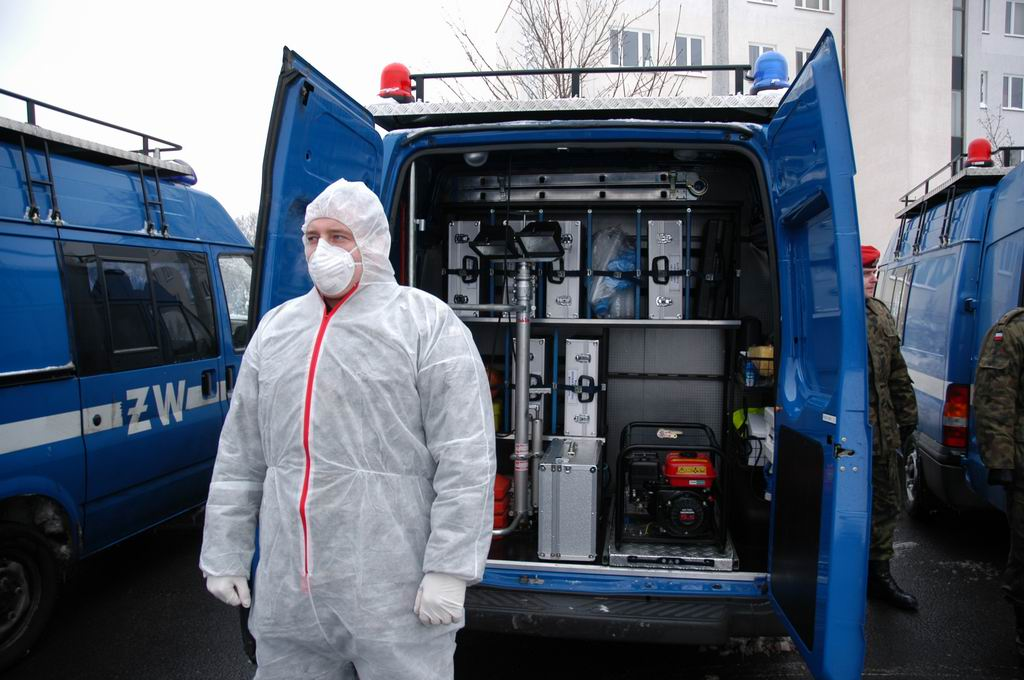
Ambulans Kryminalistyczny Ford Transit
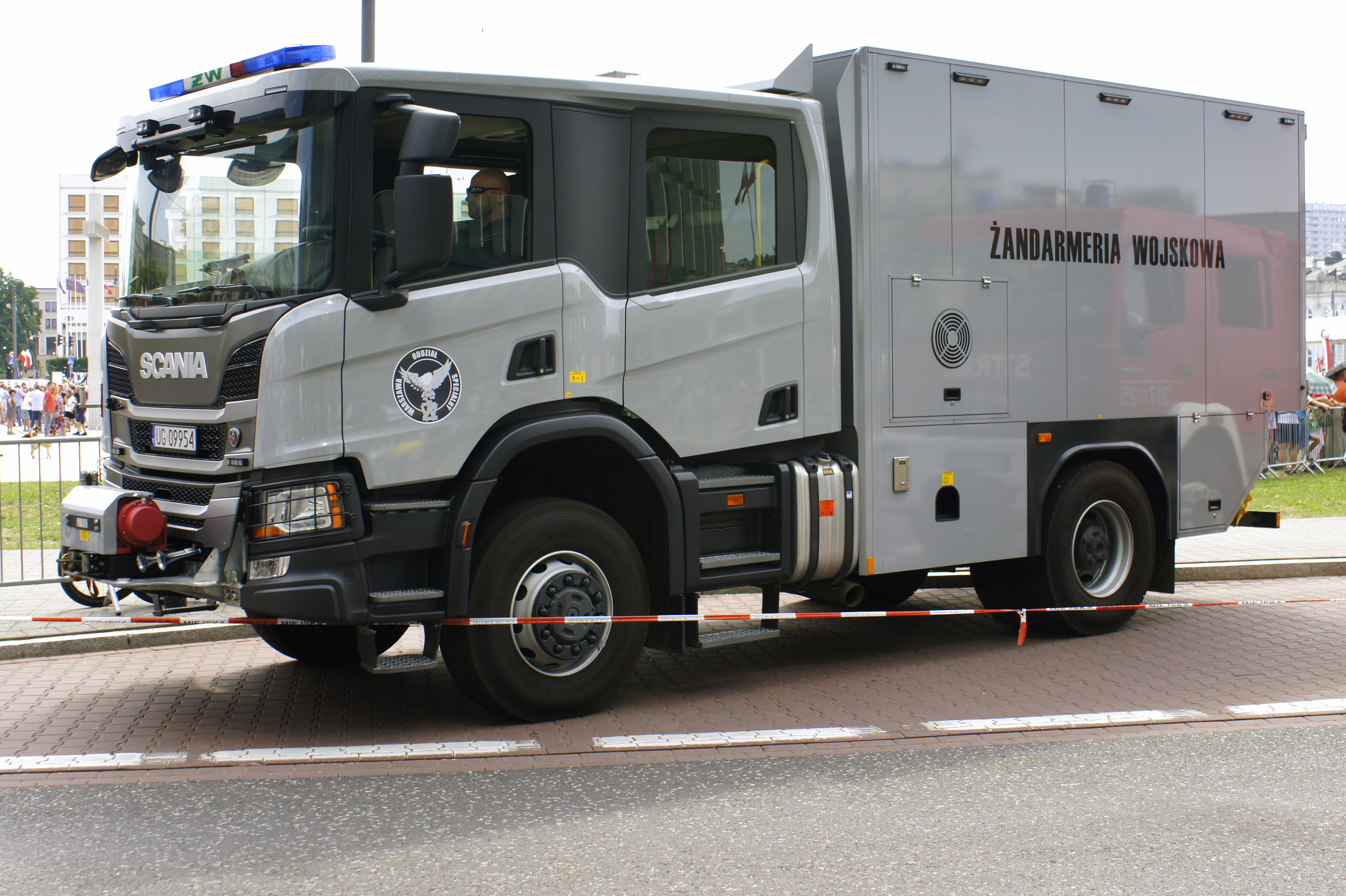
Ciężki Ambulans Pirotechniczny Scania P320/PS Szczęśniak
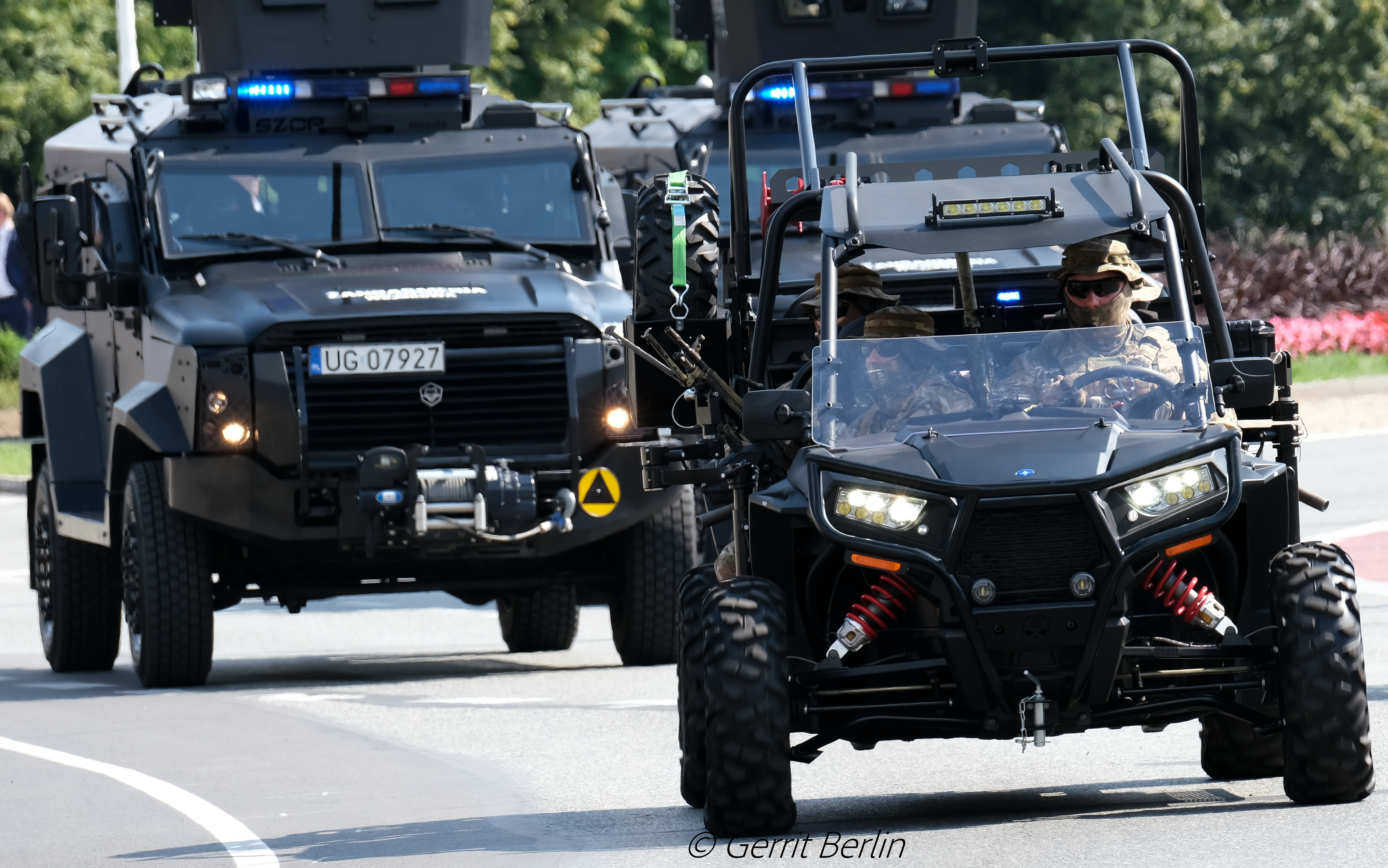
Quady Polaris XP4 RZR 1000 oraz pojazd opancerzony Plasan SandCat 4x4

## Polegli
Żołnierze Żandarmerii Wojskowej polegli w trakcie wykonywania obowiązków służbowych:
- kpr. ndt. Krzysztof Sypień z Oddziału Żandarmerii Wojskowej w Krakowie, † 11 VIII 2002 Kraków, pośmiertnie awansowany do stopnia plutonowego
- st. szer. Grzegorz Bukowski z Oddziału Specjalnego Żandarmerii Wojskowej w Mińsku Mazowieckim, † 15 VI 2010 Afganistan, pośmiertnie awansowany do stopnia kaprala
- st. szer. Marcin Pastusiak z Oddziału Specjalnego Żandarmerii Wojskowej w Mińsku Mazowieckim, † 22 I 2011 Afganistan, pośmiertnie awansowany do stopnia sierżanta
- st. szer. Tomasz Janowski z Oddziału Specjalnego Żandarmerii Wojskowej w Gdyni, † 29 III 2016 Irak, pośmiertnie awansowany do stopnia sierżanta